# Хронологія війни на сході України

Мапа конфлікту станом на 22 лютого 2022:
Територія під контролем «ДНР» і «ЛНР»
Територія, визволена українською армією
Україна

Зміна окупованої території, 1 липня — 12 вересня 2014

У статті в хронологічному порядку наведено важливі події Війни на сході України.
Стаття є частиною циклу «Хронологія російської збройної агресії проти України (з 2014)»

## 2014

### Лютий
23 лютого
Проросійські виступи: в Маріуполі відбувся мітинг антимайдану, учасники якого висунули сепаратистські гасла і закликали присутніх взяти в руки зброю.
27 лютого
Міністром оборони України став адмірал Ігор Тенюх.
28 лютого
Начальником Генерального штабу — Головнокомандувачем Збройних Сил України став Михайло Куцин.

### Березень
1 березня

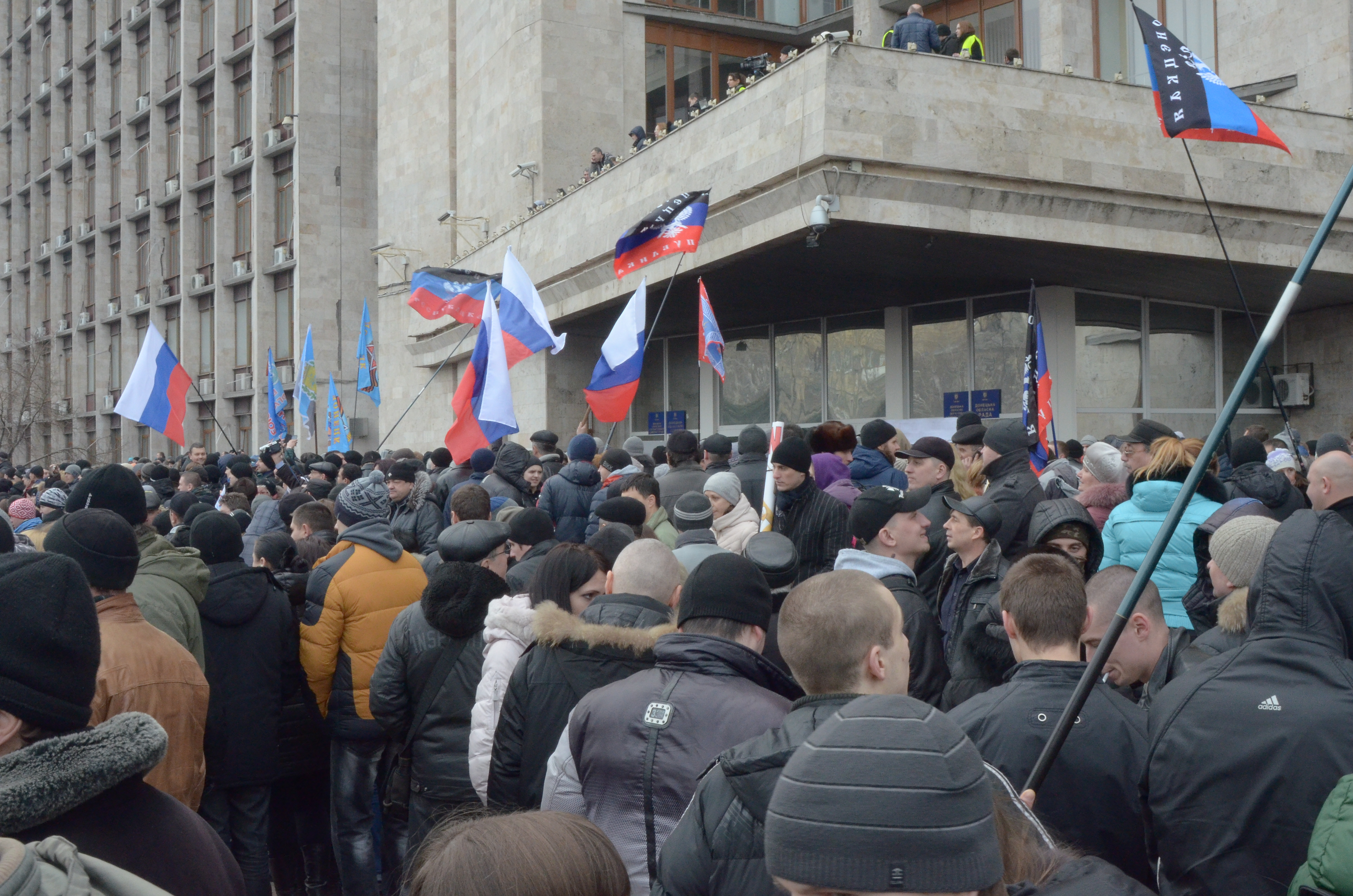
Проросійський мітинг у Донецьку 1 березня 2014

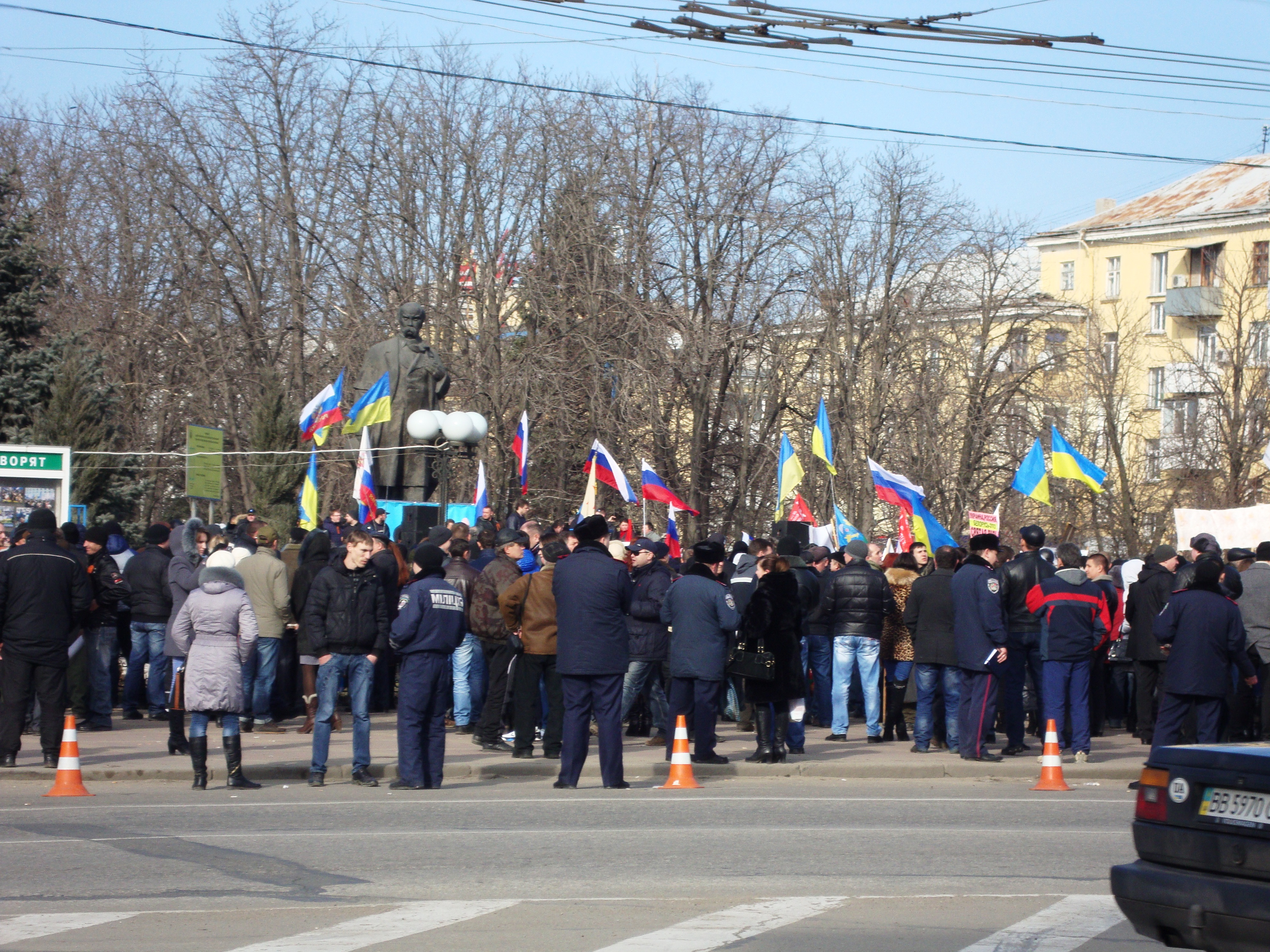
Проросійський мітинг у Луганську 1 березня 2014

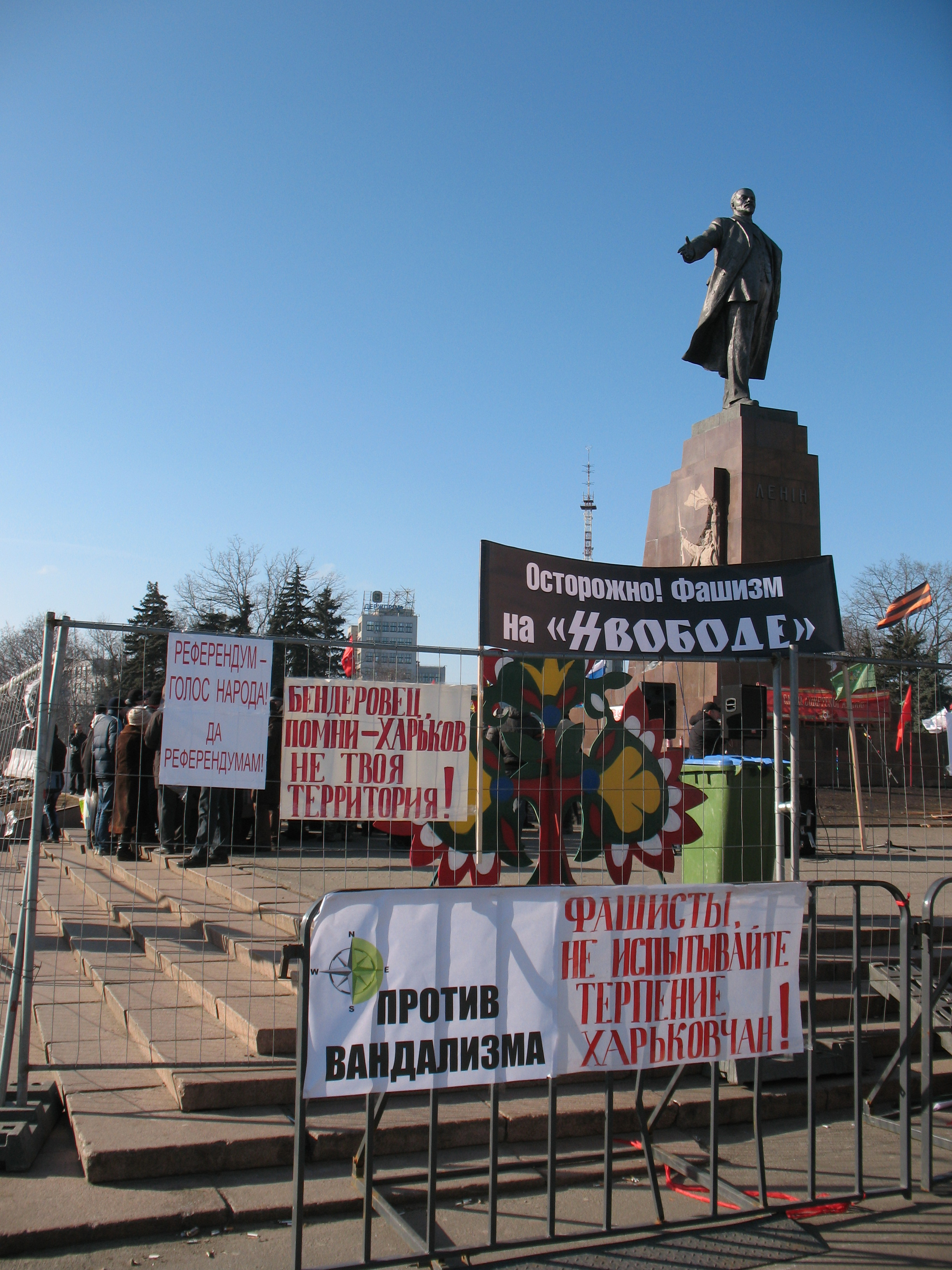
Проросійський мітинг у Харкові 25 лютого 2014

Проросійські виступи: у Луганську, Маріуполі та інших містах пройшли мітинги проросійських організацій під російськими прапорами.
Штурм Харківської ОДА. На даху будівлі адміністрації український прапор було зірвано і встановлено російський, проте надвечір його прибрали.
В Одесі на Куликовому полі відбувся перший сепаратистський мітинг.
Рада Федерації Федеральних зборів Росії підтримала звернення президента Володимира Путіна про дозвіл на застосування збройних сил РФ на території України.
Рада національної безпеки і оборони України ухвалила рішення привести Збройні сили України в повну бойову готовність.
2 березня
На засіданні Луганської обласної ради ухвалили рішення про визнання нелегітимними центральних органів виконавчої влади України; депутати підтримали рішення про проведення референдуму щодо федералізації України.
Ігор Коломойський призначений на посаду голови Дніпропетровської обласної державної адміністрації; Сергій Тарута призначений на посаду голови Донецької обласної державної адміністрації; Ігор Балута призначений на посаду голови Харківської обласної державної адміністрації.
3 березня
Проросійськими демонстрантами захоплено частину будівлі Донецької ОДА. Близько 1000 осіб із російськими триколорами на чолі з самопроголошеним губернатором Павлом Губарєвим увірвалися до сесійної зали обласної ради.
4 березня
Почала роботу волонтерська організація Юрія Бірюкова «Крила Фенікса».
6 березня
Співробітники СБУ і спецпризначенці затримали Павла Губарєва на конспіративній квартирі в Донецьку.
Міжнародне співтовариство почало впроваджувати санкції щодо Росії.
9 березня
Сутичка між учасниками проросійського мітингу та активістами проукраїнських сил у Луганську.
13 березня
На антивоєнний мітинг за єдність України в Донецьку напали проросійсько налаштовані активісти.

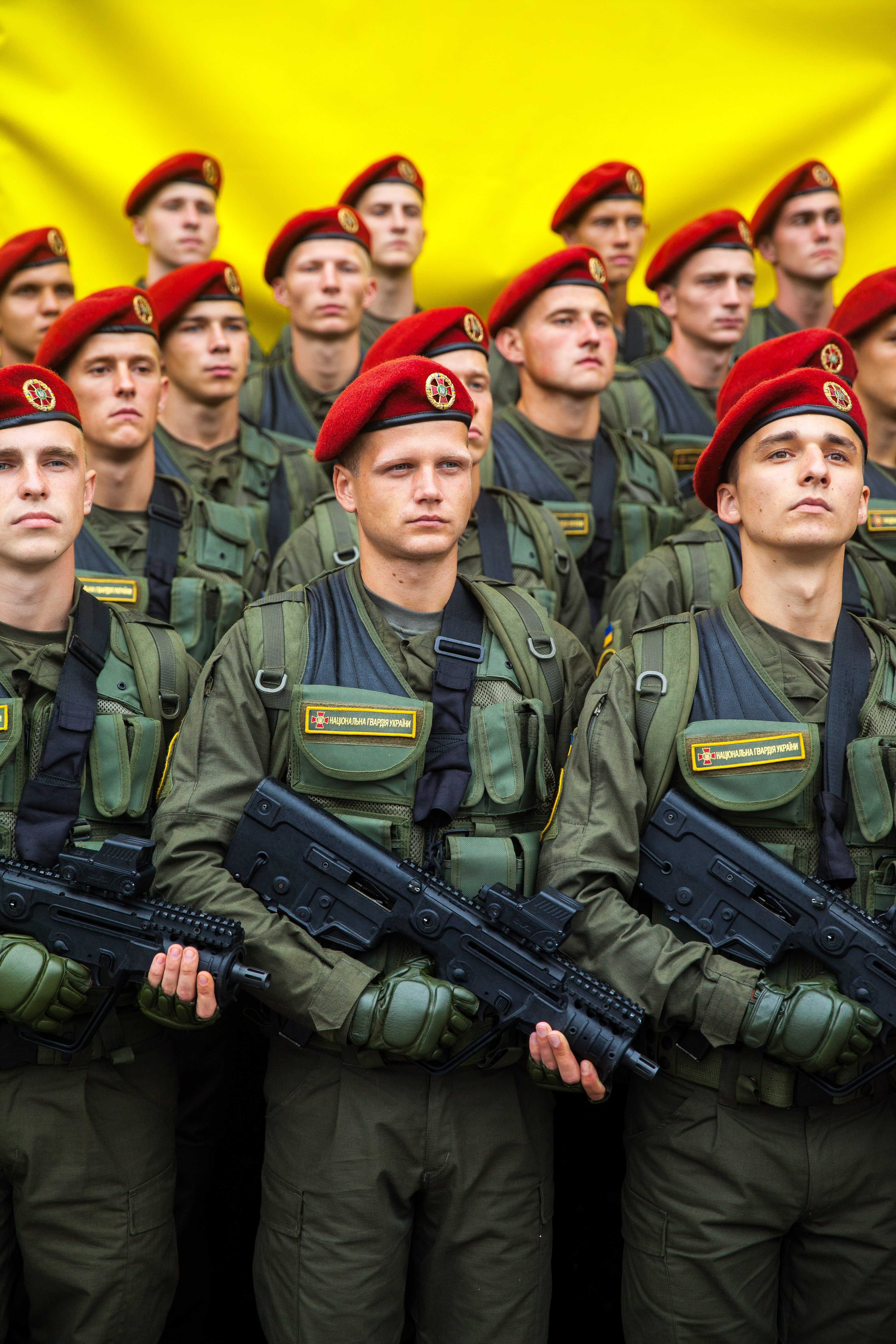
Нацгвардійці на параді до Дня Незалежності України, 24 серпня 2016

Законом України відновлено Національну гвардію України, що існувала в 1991—2000 роках.
14 березня
МЗС Росії зробило заяву про те, що «Росія усвідомлює свою відповідальність за життя співвітчизників і співгромадян в Україні і залишає право взяти людей під захист».
Бій на Римарській у Харкові: проросійські сили спробували взяти штурмом із застосуванням вогнепальної зброї будівлю організації «Патріот України»; штурм відбито захисниками будівлі.
Перші 500 бійців-добровольців Самооборони Майдану прибули на полігон Нові Петрівці з метою формування першого добровольчого батальйону для захисту України.
15 березня
Колабораціоністи з «Народного ополчення Донбасу» з російськими прапорами заблокували рух військової колони Збройних сил України на під'їзді до Донецька.
Почала діяльність волонтерська організація «Армія SOS».
17 березня
Видано Указ в.о. Президента України О. Турчинова «Про часткову мобілізацію». В країні почався Особливий період.
МЗС Росії запропонувало Сполученим Штатам та Європейському Союзу план урегулювання ситуації в Україні, що містить умови вилучення нелегальної зброї; підготовки нової федеративної конституції, в якій російській мові буде надано статус другої державної мови; виборів вищих органів державної влади; поваги до «права Криму визначити свою долю»; нейтрального військово-політичного статусу.
18 березня
Місцевими жителями почали організовуватися пікети біля військових частин і мостів, що ведуть до російсько-українського кордону.
З цього дня почалась перша хвиля часткової мобілізації в Україні.
19 березня
Українські спецслужби захопили лідера організації «Донецька республіка» Андрія Пургіна, проте вже 22 березня він був на свободі.
21 березня
Утворена Спеціальна моніторингова місія ОБСЄ в Україні.
25 березня
Міністром оборони України став генерал-полковник Михайло Коваль.
29 березня
Перша гуманітарна та військова допомога Україні: США передали 330 000 комплектів сухпайків.

### Квітень
6 квітня
Після проросійського мітингу на площі Леніна в Донецьку захоплено ОДА; з будівлі адміністрації скинуто прапор України.
7 квітня

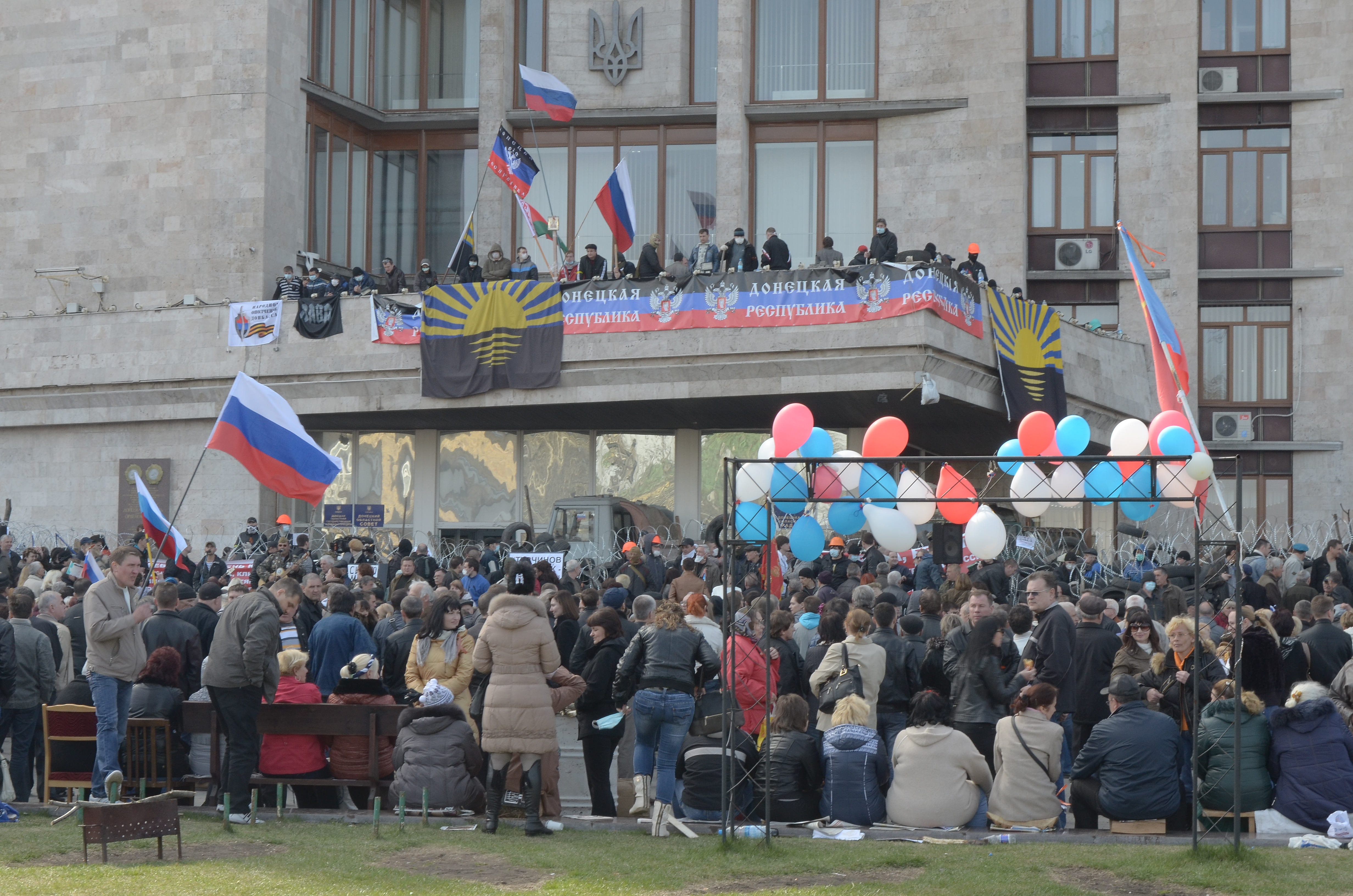
Проросійський мітинг у Донецьку 7 квітня 2014

У залі засідань облради Донецька за участі 50 (за іншими даними 120) громадян, які прибули з міст Донецької області, проголошено Декларацію про утворення «Донецької народної республіки», яка має в майбутньому увійти до складу Росії.
Близько 3000 бойовиків захопили обласне управління Національного банку України в Луганську.
Проукраїнські активісти народного ополчення Миколаєва знесли наметове містечко сепаратистів.

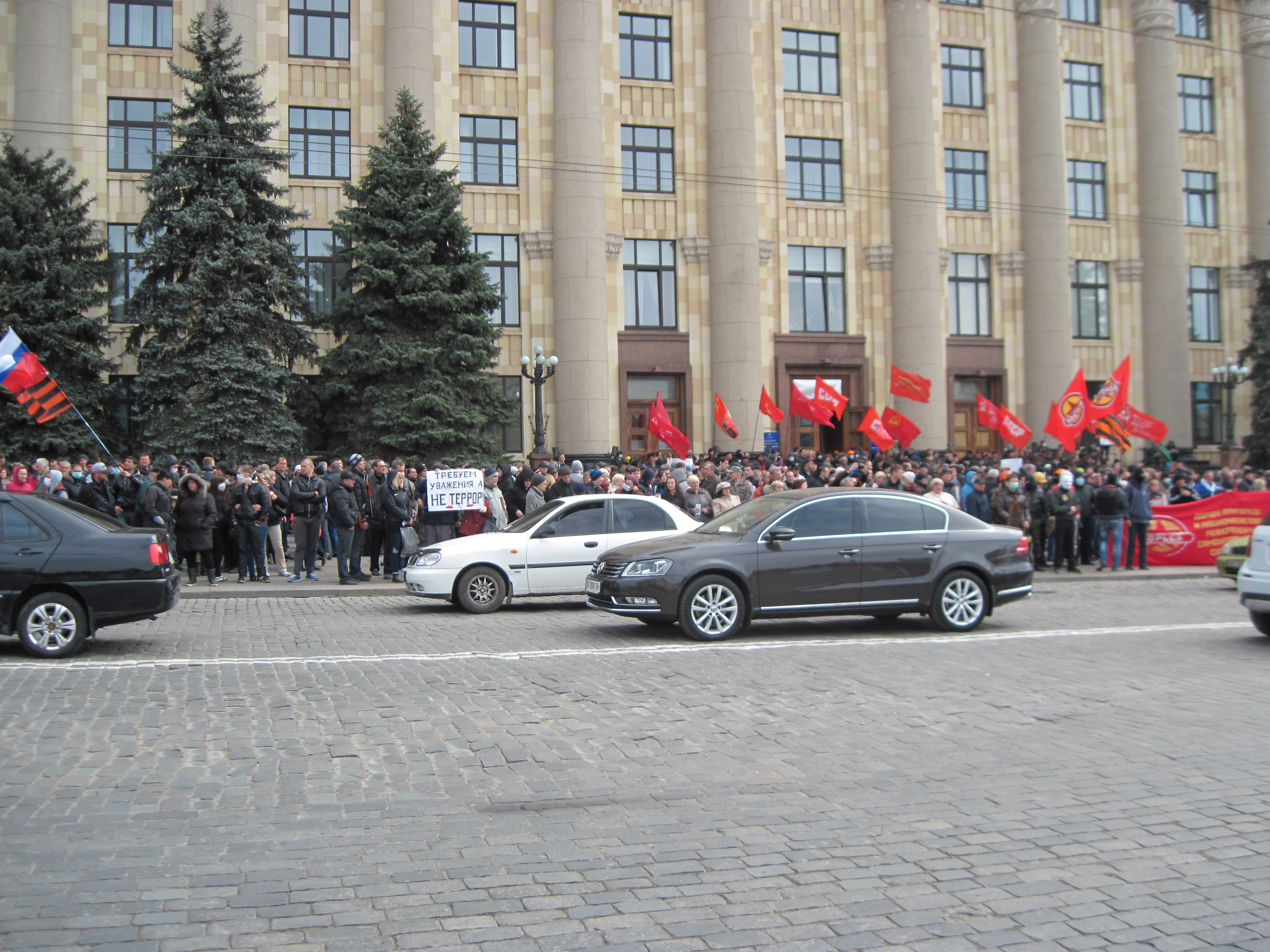
Захоплена Харківська ОДА, 7 квітня 2014

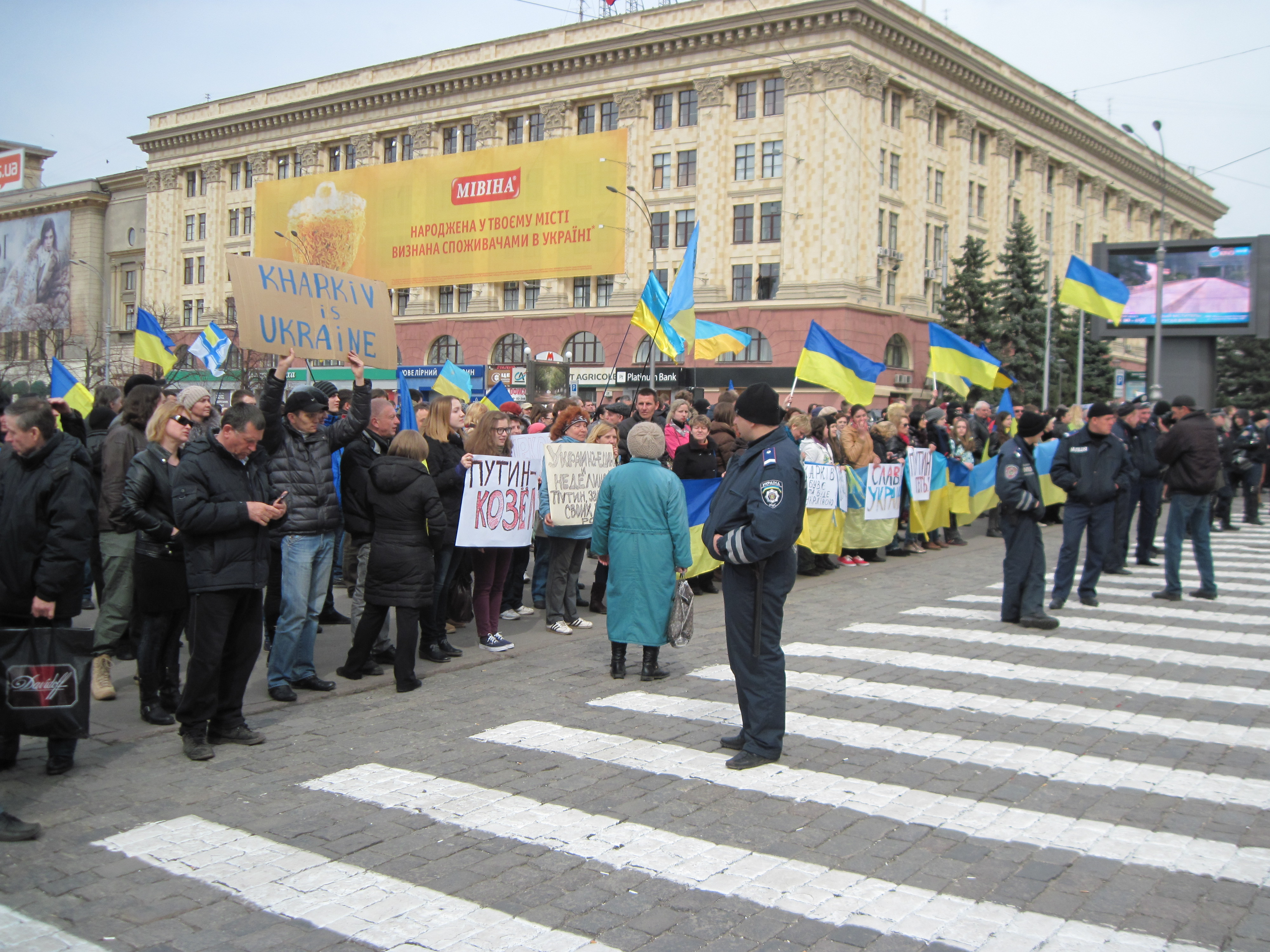
Протест проти захоплення Харківської ОДА, 7 квітня 2014

На проросійському мітингу у Харкові оголосили про створення «Харківської народної республіки».
Цей день формально визначено як день початку АТО на території Донецької, Луганської та Харківської областей.
8 квітня

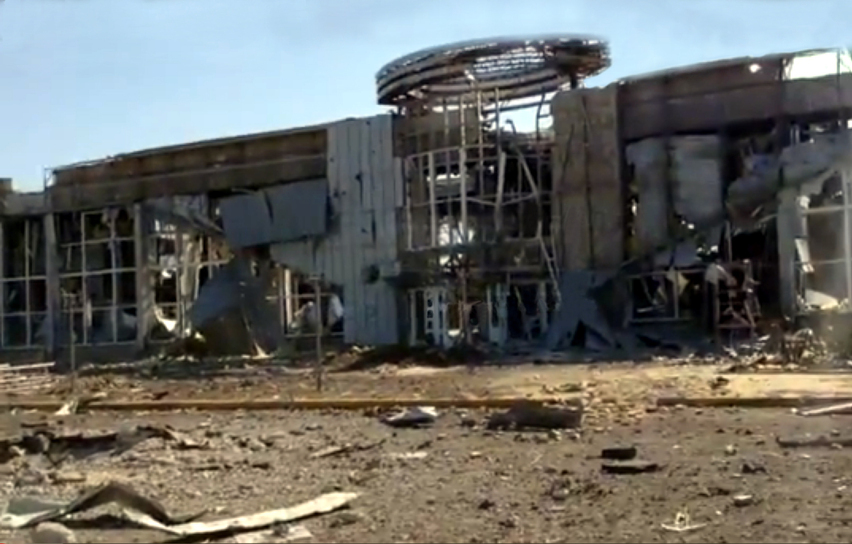
Зруйнований Луганський аеропорт, 4 вересня 2014

Початок боїв за Луганський аеропорт.
9-10 квітня
Захоплено низку обласних установ Луганська.
12 квітня

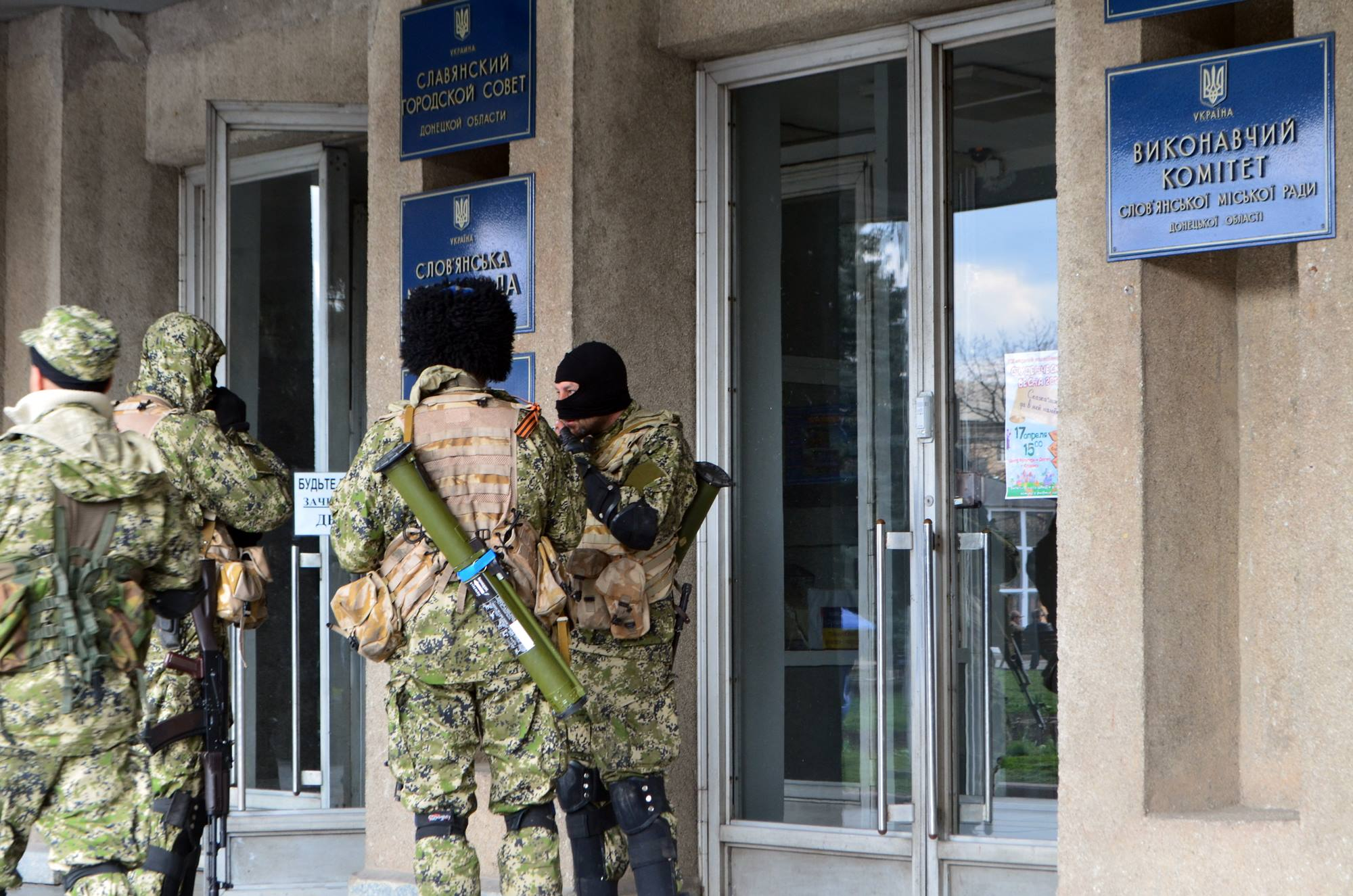
Незаконні військові формування контролюють Слов'янську міську раду, 14 квітня 2014

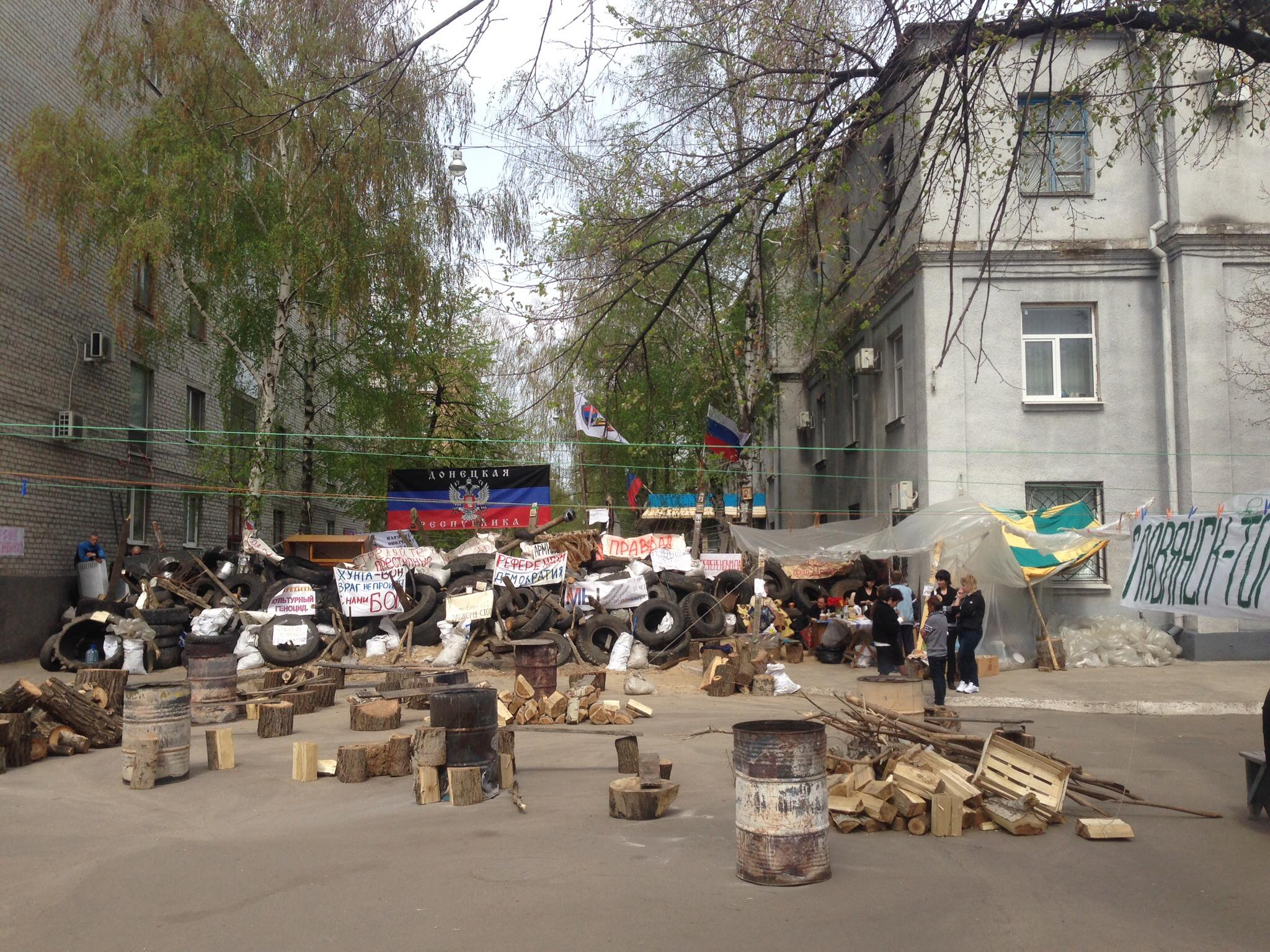
Барикади у Слов'янську 23 квітня 2014

Озброєні сепаратисти захопили райвідділи міліції у Слов'янську та Краматорську, міськраду в Артемівську, здійснили спроби захоплення у Горлівці та Красному Лимані. Російський диверсійний загін на чолі з Ігорем Гіркіним взяв під контроль Слов'янськ, Краматорськ та низку менших населених пунктів.
Початок битви за Краматорськ.
13 квітня

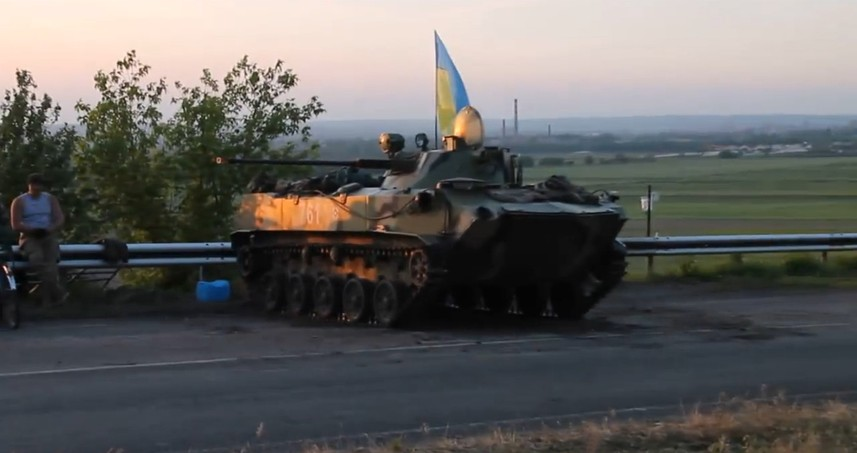
Український блокпост між Краматорськом та Слов'янськом, 11 травня 2014

РНБО України ухвалила рішення про початок Антитерористичної операції без введення воєнного стану із залученням Збройних сил України.
Почали формуватися підрозділи Патрульної служби міліції особливого призначення.
Засідання Ради безпеки ООН, присвячене ситуації в Україні.
Перший бій війни на Донбасі: під Семенівкою (район Слов'янська) старший лейтенант Вадим Сухаревський відкрив вогонь зі свого БТР по бойовиках Ігоря Гіркіна, що атакували бійців спецпідрозділу СБУ «Альфа».
«Яєчна неділя» в Запоріжжі. Понад 300 сепаратистів зібралося на Алеї Слави, звідки планували здійснити штурм міськради, проте запорожці не дозволили їм цього.
У Харкові проросійські мітингувальники побили прихильників Євромайдану.
14 квітня
Указом в.о. Президента України О. Турчинова затверджено рішення РНБО щодо Антитерористичної операції.
У Дніпропетровську почався запис добровольців у батальйон «Донбас» Семена Семенченка.
17 квітня
Женевська зустріч Україна—ЄС—США—Росія.
Президент РФ Володимир Путін заявив, що «південний схід України — це Новоросія», а «Харків, Донецьк, Луганськ, Херсон, Миколаїв та Одеса були передані до складу України радянським урядом».
19 квітня
Затриманий один із координаторів сепаратистського руху в Харкові Костянтин Долгов.
21 квітня
Проросійські активісти на чолі з Валерієм Кауровим оголосили створення «Одеської народної республіки Новоросія».
27 квітня

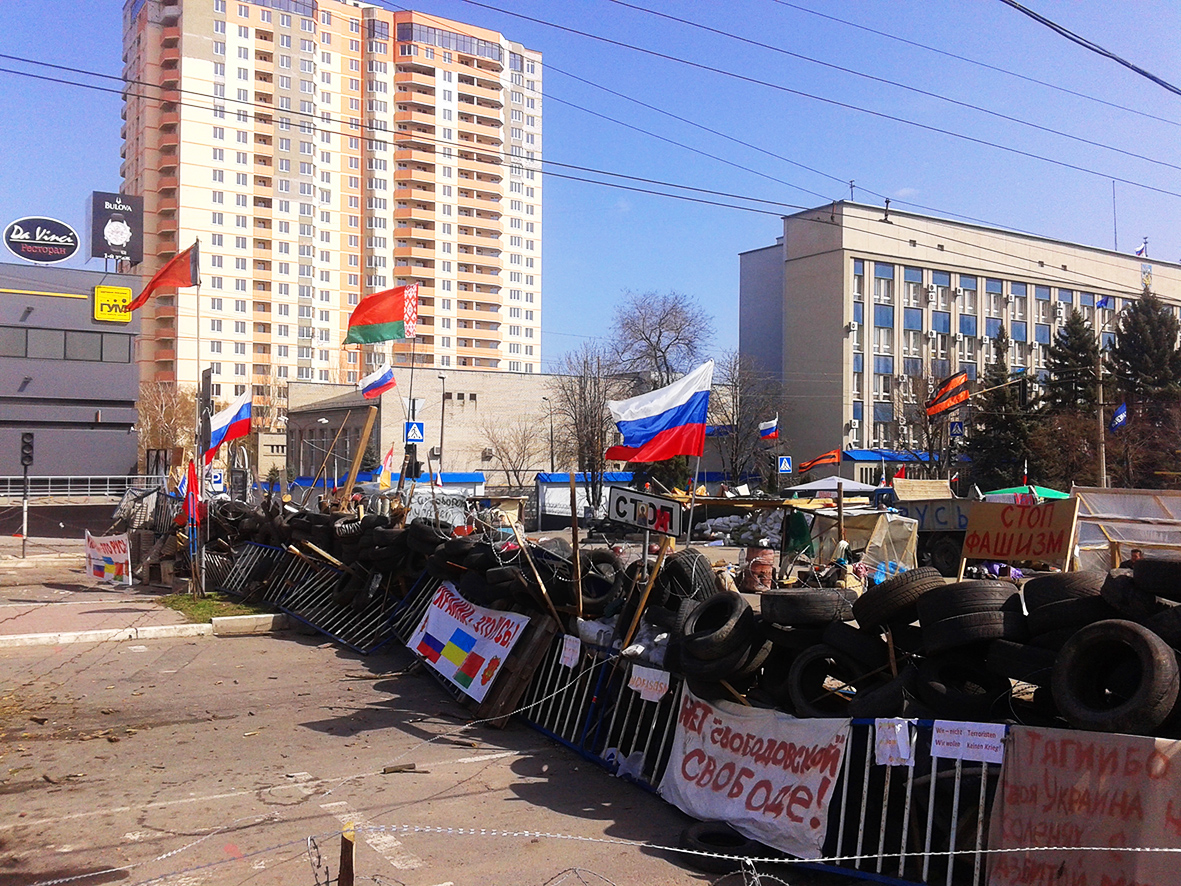
Барикади сепаратистів у Луганську, 16 квітня 2014

Групою осіб, які захопили управління СБУ в Луганській області, проголошена «Луганська народна республіка».
28 квітня
Проросійські виступи: силами працівників міліції ліквідоване наметове містечко сепаратистів у Харкові.
Проросійські виступи: в Донецьку відбувся останній дотепер проукраїнський мітинг.
Проросійські виступи: захоплено низку рад і державних адміністрацій на Донеччині та Луганщині.
29 квітня
Майже 3 тисячі проросійськи налаштованих мітингувальників повторно захопили будівлю Луганської облдержадміністрації.
30 квітня

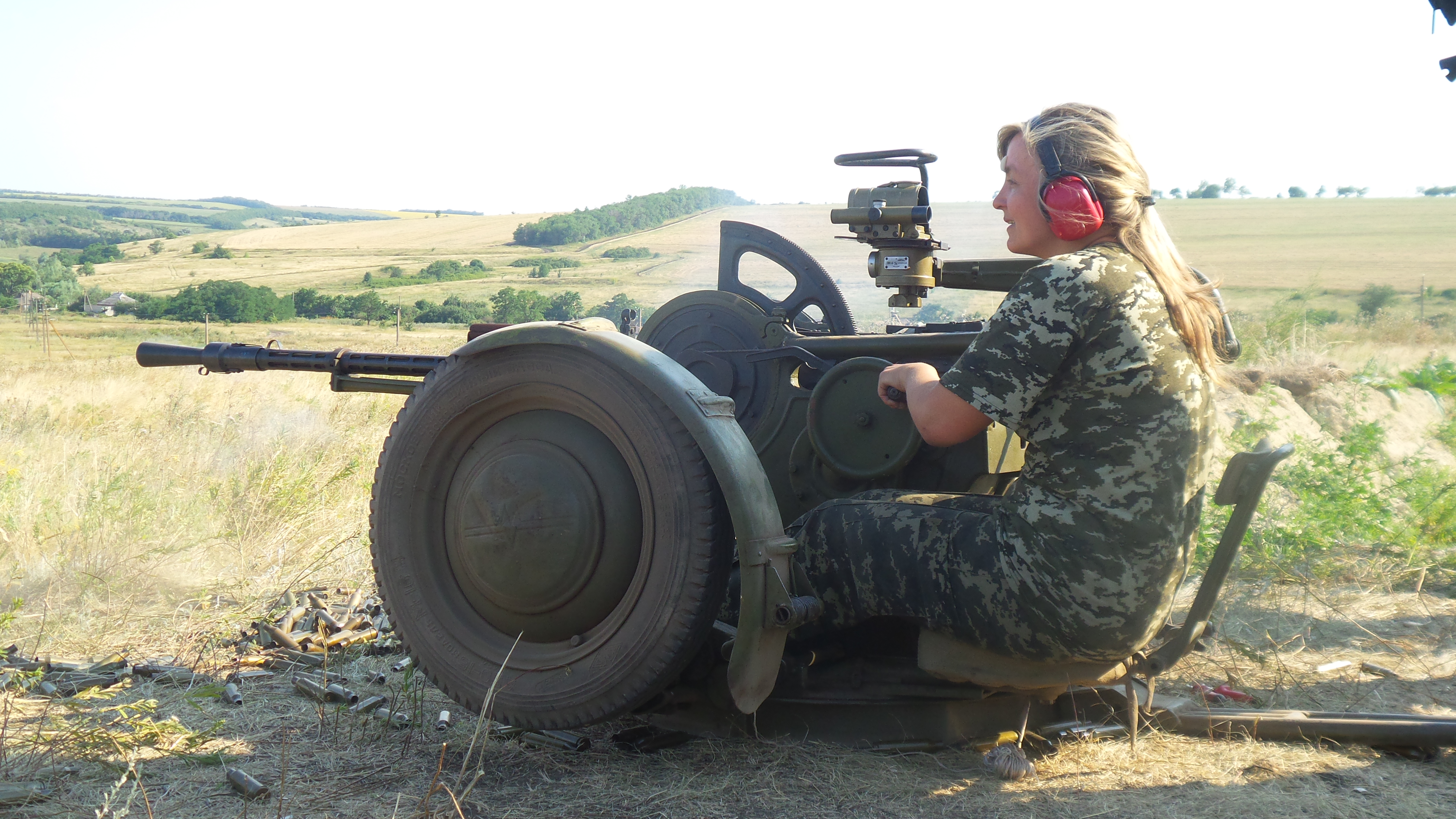
ЗПУ-1 на озброєнні 24-го БТрО «Айдар», 2 серпня 2014

Почалося створення батальйонів територіальної оборони України.

### Травень
2 травня

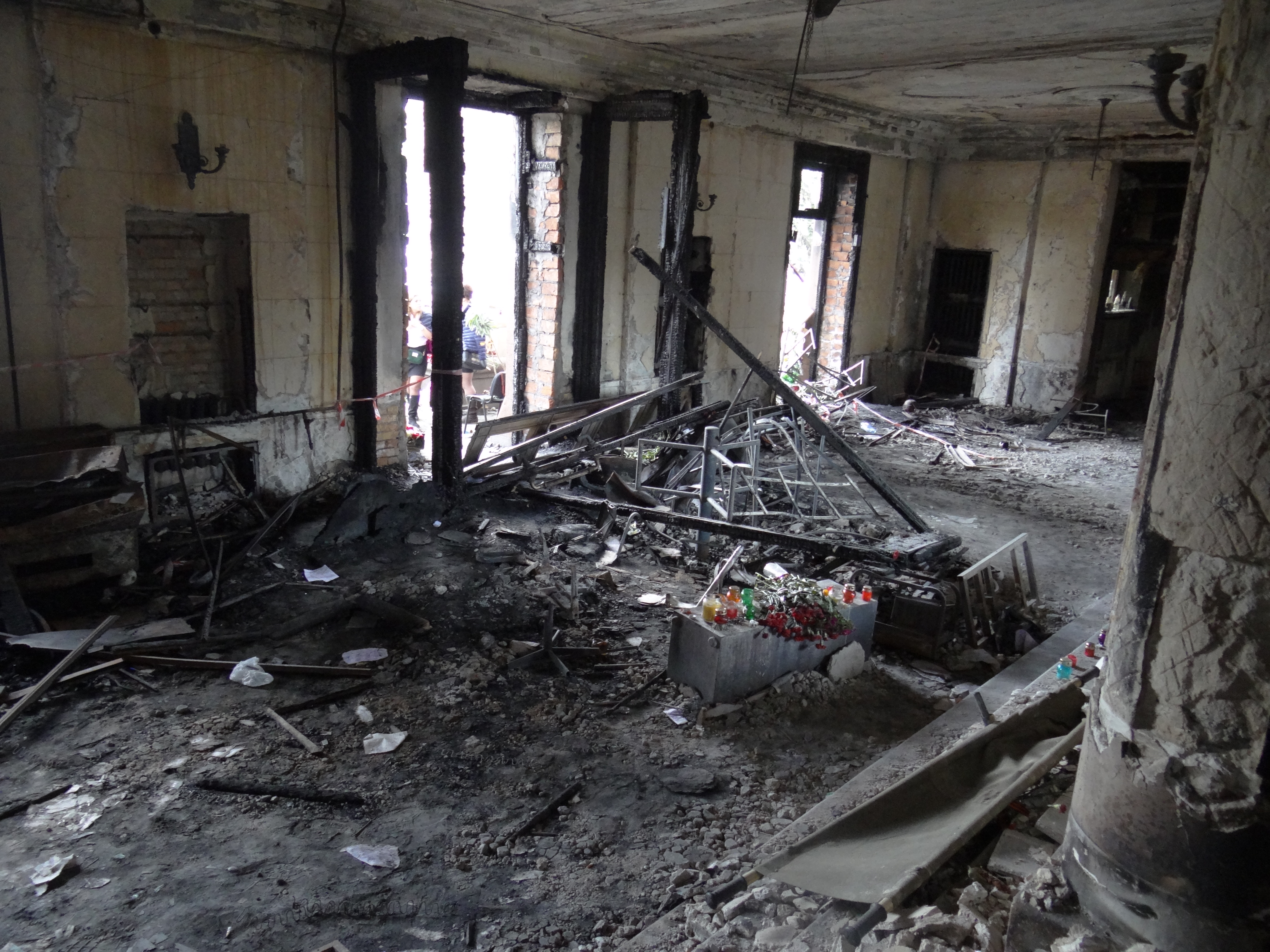
Всередині Будинку профспілок в Одесі, 15 травня 2014

Протистояння в Одесі: Виступ проросійських сепаратистів і його придушення. Будинок профспілок та наметове містечко частково спалені, 48 загинули, поранено більше 200.
3 травня
Почалися збройні сутички в Маріуполі.
Українська армія взяла контроль над висотою та телевежею Карачун.
5 травня
Створено громадську ініціативу «Восток-SOS».
У Бердянську створено добровольчий батальйон «Азов».
7 травня
Почалась друга хвиля часткової мобілізації в Україні.
9 травня

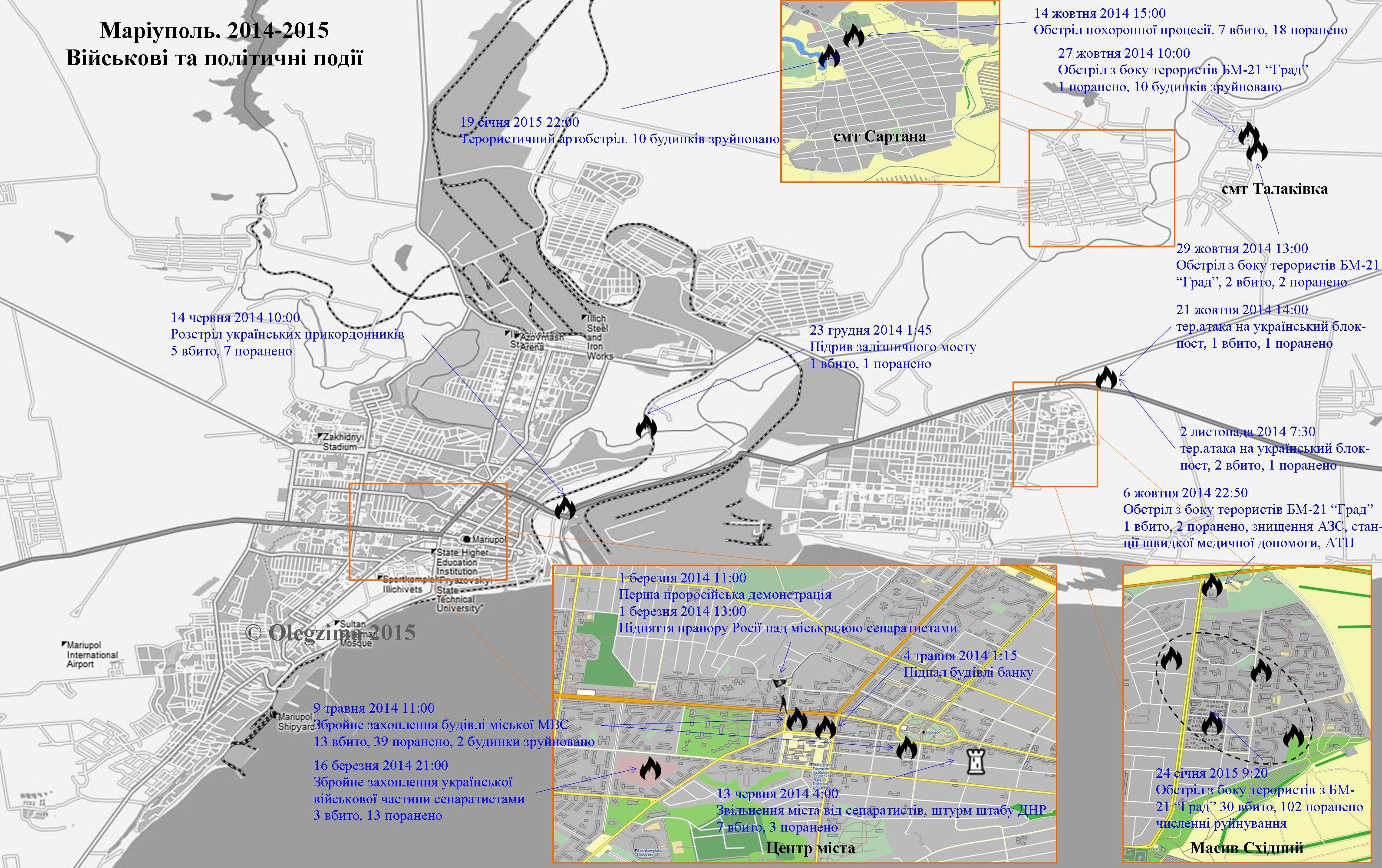
Військові та політичні події у Маріуполі 2014—2015

Озброєні бойовики вчинили спробу захоплення управління внутрішніх справ у Маріуполі; до міста в'їхало 14 танків Збройних Сил України. Під час боїв загинули співробітники міліції, військовослужбовці Нацгвардії та ЗСУ.
10 травня
Почав роботу благодійний фонд «Повернись живим» Віталія Дейнеги.
11 травня

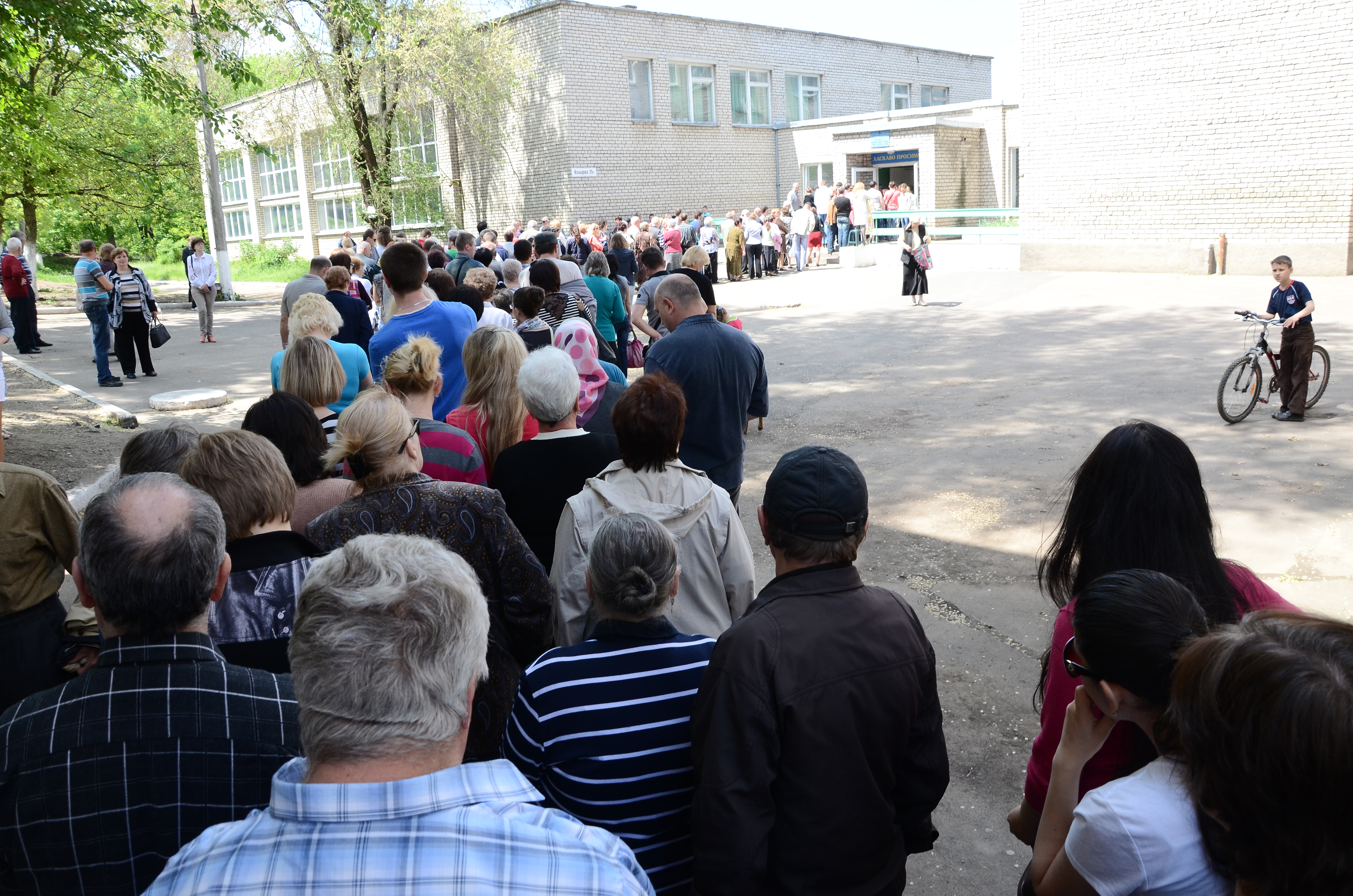
Черга на «референдум» у Донецьку 11 травня 2014

Референдуми на Донеччині та Луганщині:
- «Референдум щодо статусу Донецької народної республіки» проведений у деяких населених пунктах Донецької області з питанням: «Чи підтримуєте Ви акт про державну самостійність Донецької народної республіки?»;
- «Референдум» про державну самостійність Луганської Народної Республіки;
- «Референдум „За мир, порядок і єдність з Україною“» — консультативне опитування щодо статусу Донецької та Луганської областей. На референдум було винесено два питання: одне про возз'єднання адміністративно-територіальної одиниці з Дніпропетровщиною, друге — про підтримку «ДНР»[73].

12 травня
Самопроголошений «народний губернатор» Валерій Болотов проголосив незалежність «Луганської народної республіки».
13 травня
«ЛНР» тимчасово очолив Геннадій Ципкалов.
15 травня
Генеральна прокуратура України кваліфікувала так звані «ДНР» та «ЛНР» як терористичні організації.
17 травня
Ватажок «ЛНР» Валерій Болотов затриманий українськими прикордонниками, але одразу відбитий у них бойовиками.
18 травня
«ЛНР» очолив Валерій Болотов.
22 травня
Бій під Волновахою: відбито атаку терористів ціною загибелі 17 військовослужбовців 51-ї окремої механізованої бригади.
Бій під Рубіжним став першим у Луганській області і першою битвою 30-ї механізованої бригади у війні.
Набрав чинності Закон України, що визнав учасників АТО учасниками бойових дій.
24 травня
«ДНР» та «ЛНР» оголосили про створення «єдиної держави» «Новоросія».
25 травня
На позачергових виборах Президента України перемогу в першому та єдиному турі здобув Петро Порошенко.
26 травня
Перший бій за встановлення контролю над Донецьким аеропортом. Українські війська вибили проросійських бойовиків з обох терміналів летовища.
28 травня
Вперше російський БПЛА збитий поблизу м. Донецька.
29 травня
Підбитий терористами гелікоптер Мі-8МТ Національної гвардії України, на борту якого був генерал-майор Сергій Кульчицький. Загинули 12 чоловік.

### Червень
2 червня
Авіаудар по будівлі Луганської ОДА: загинули 8 цивільних осіб.
3 червня
Почалися бої за Красний Лиман.
4 червня
Контроль над Луганською прикордонною базою перейшов до сепаратистів.
5 червня
Почалися бої за контроль над пунктом пропуску «Маринівка» Донецької області та бої за Савур-Могилу.
Кабінет Міністрів України закрив вісім пунктів пропуску на кордоні з Росією.
6 червня
Під Слов'янськом збитий літак Ан-30 ЗСУ.
Відбулась перша зустріч у Нормандському форматі (Петро Порошенко, Володимир Путін, Франсуа Олланд та Ангела Меркель).
8 червня і протягом місяця
Убивство п'ятидесятників у Слов'янську.
12 червня
Почався наступ сил АТО до українсько-російського кордону.
Перший бій за Савур-Могилу: бойовики утримались на плацдармі. Українська сторона використала в ході бою два гелікоптери, бойовики — танки і БТРи, доправлені з Росії.
13 червня

План-схема операції з визволення Маріуполя 13 червня 2014

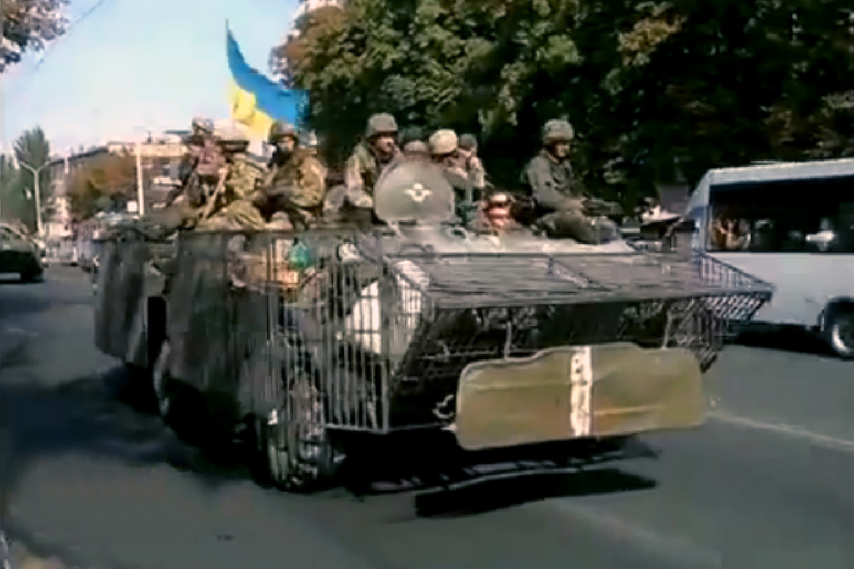
Українська армія в Маріуполі, 5 вересня 2014

Силами 150 бійців спецбатальйону «Азов», 2 рот спецбатальйону «Дніпро», 2 рот Національної гвардії та спецпідрозділу МВС звільнено Маріуполь. Ніхто з мирних жителів не постраждав.
Донецька ОДА тимчасово перенесена до Маріуполя.
14 червня

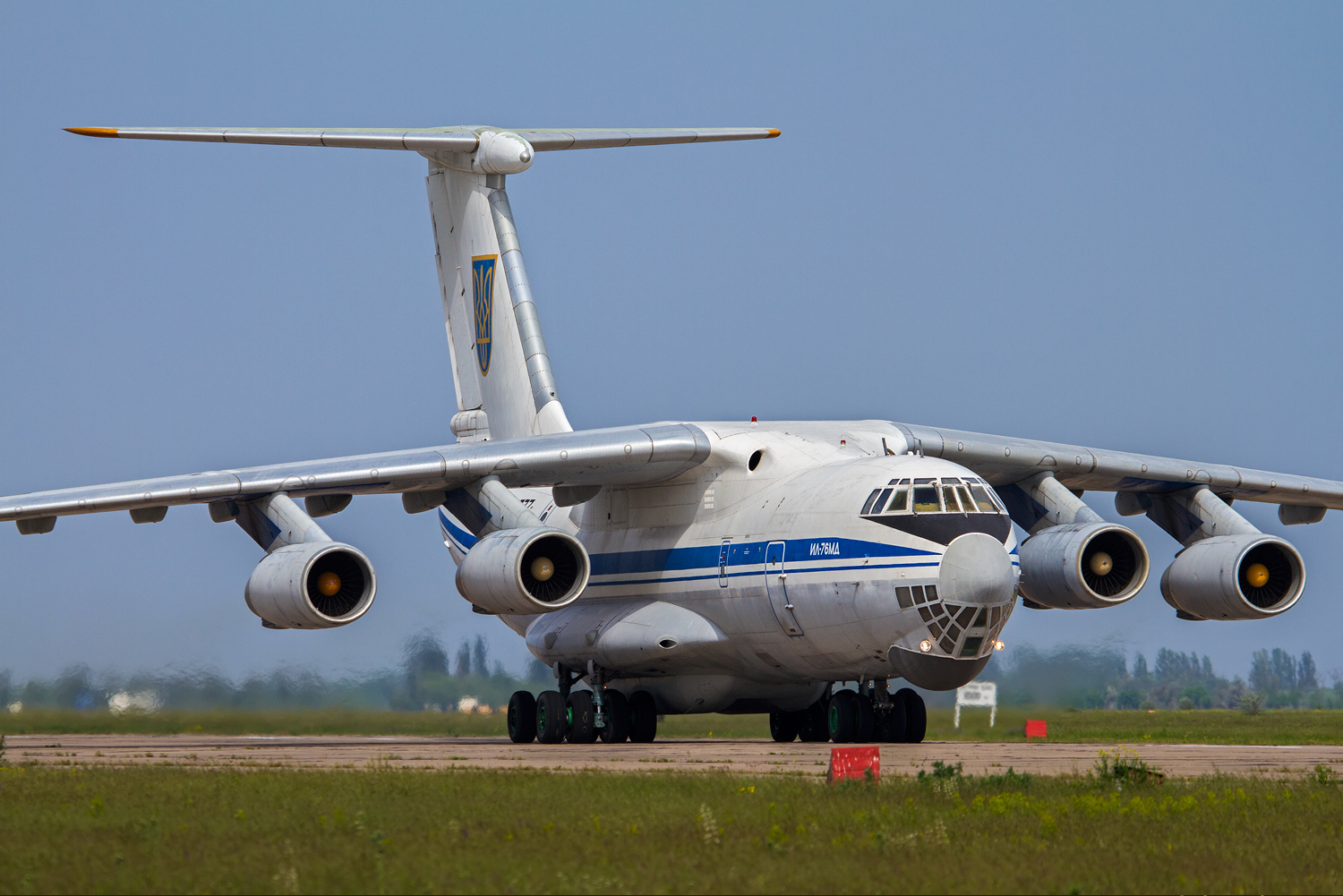
Збитий Іл-76 за місяць до катастрофи

Збиття Іл-76 у Луганську найманцями російської диверсійної групи ПВК Вагнера. Загинули 40 десантників 25-ї окремої Дніпропетровської повітряно-десантної бригади та 9 членів екіпажу.
Бої за селище Металіст під Луганськом, прорив українських сил до Луганського аеропорту.
Почалися бої за Щастя.
19 червня
Місто Красний Лиман повернулося під контроль України.
20 червня
Президент України Петро Порошенко запропонував мирний план врегулювання ситуації на сході країни та в односторонньому порядку оголосив припинення вогню силами АТО з наступного дня.
21 червня
Бойовики захопили українські військові об'єкти в районі шахти «Бутівка».
23 червня
За участю представників України, міжнародних спостерігачів, Російської Федерації і терористів відбулася перша зустріч тристоронньої Контактної групи з мирного врегулювання ситуації на сході України.
24 червня
Поблизу м. Слов'янська проросійськими військами з ПЗРК збитий гелікоптер Мі-8 ЗСУ, загинули 9 осіб.
25 червня
Рада Федерації ФЗ РФ скасувала постанову, що дозволяла використовувати російські збройні сили на території України.
26 червня
Олега Царьова обрано «спікером парламенту» «союзу народних республік», до складу якого входять «ДНР» і «ЛНР» («Новоросія»).

### Липень
1 липня
Рішенням РНБО відновлено проведення АТО після першого перемир'я.
У результаті обстрілу українських позицій проросійськими силами на горі Карачун, обвалилася місцева телевежа.
2 липня
Обстріл Станиці Луганської: загинуло від 9 до 12 мирних мешканців.
3 липня

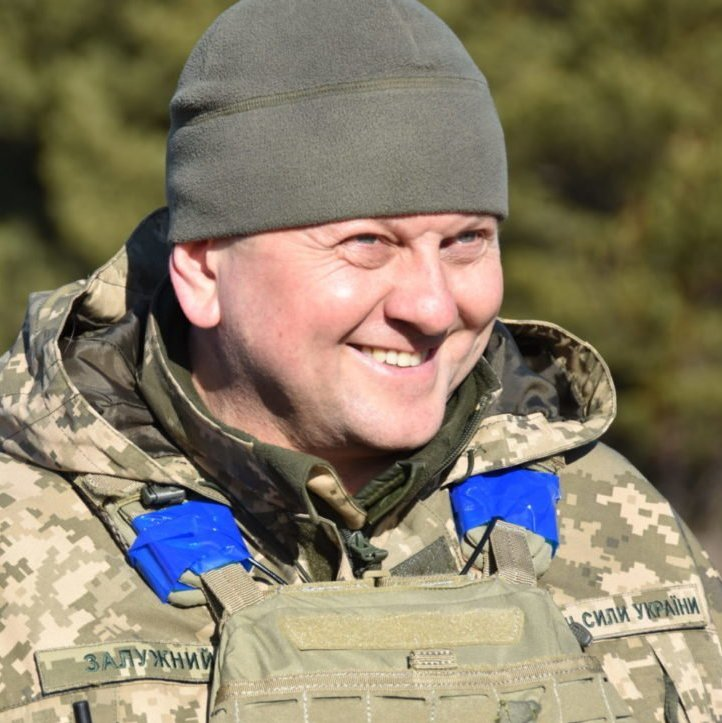
Валерій Залужний

Міністром оборони України став генерал-полковник Валерій Гелетей; начальником Генерального штабу — Головнокомандувачем Збройних сил України став Віктор Муженко.
5 липня

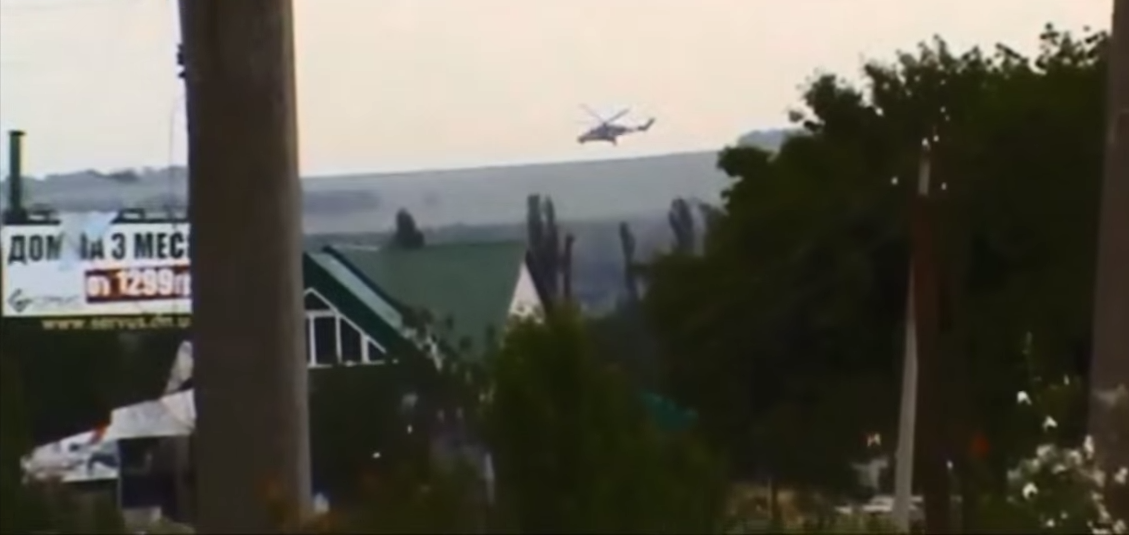
Український Мі-24 атакує позиції бойовиків у Семенівці 3 червня 2014

Краматорськ, Слов'янськ, Артемівськ, Дружківку та Костянтинівку повернуто під контроль урядових сил.
7 липня
США надали Україні гуманітарної та військової допомоги на суму 23 млн доларів.
11 липня
Ракетний обстріл угрупування Збройних Сил України та Державної прикордонної служби біля селища Зеленопілля Луганської області став першим безпосереднім масованим застосуванням регулярних військ РФ у війні. Цього дня загинули 44 українських бійця.
12 липня
На російському Першому каналі в ефір вийшов телесюжет про «розіп'ятого хлопчика».
14 липня
Збиття Ан-26 під Луганськом.
15 липня
Почалися бої під Сніжним Донецької області; авіаудар проросійських сил по Сніжному забрав життя 11 цивільних.
16 липня
США ввели перші санкції щодо ключових секторів російської економіки.
17 липня
Збиття Boeing 777 біля Донецька, загинуло 298 цивільних осіб.
Створено Добровольчий український корпус (ДУК ПС).
19 липня
Почався Рейд 95-ї бригади під командуванням Михайла Забродського.
21 липня

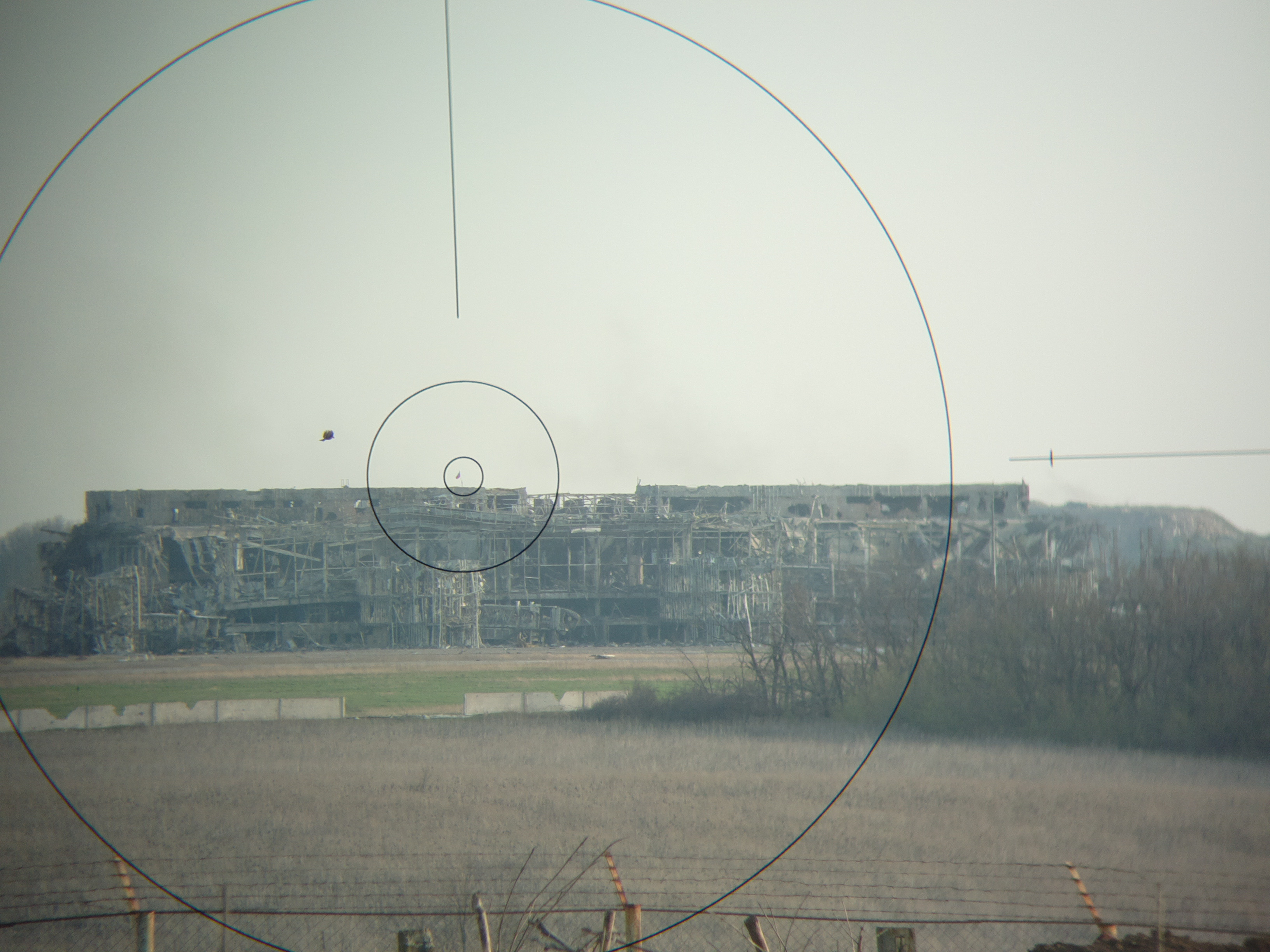
Руїни Донецького аеропорту, вид з Пісків, 23 квітня 2015

Звільнене селище Піски у безпосередній близькості до Донецька; звільнені селище Ювілейне, місто Попасна Луганської області, міста Соледар і Дзержинськ Донецької області.
24 липня
Почалась третя хвиля часткової мобілізації в Україні.
Звільнено Лисичанськ.
ОБСЄ почала розгортати Місію спостерігачів на пунктах пропуску «Гуково» і «Донецьк» на російсько-українському кордоні.
25 липня
ЄС оприлюднив додаткові санкції щодо Росії.
28 липня
Звільнене місто Дебальцеве.
30 липня
Звільнене місто Авдіївка у безпосередній близькості до Донецька.
31 липня
Бої в Шахтарську. Цього дня загинули 32 українських бійця.

### Серпень
5 серпня

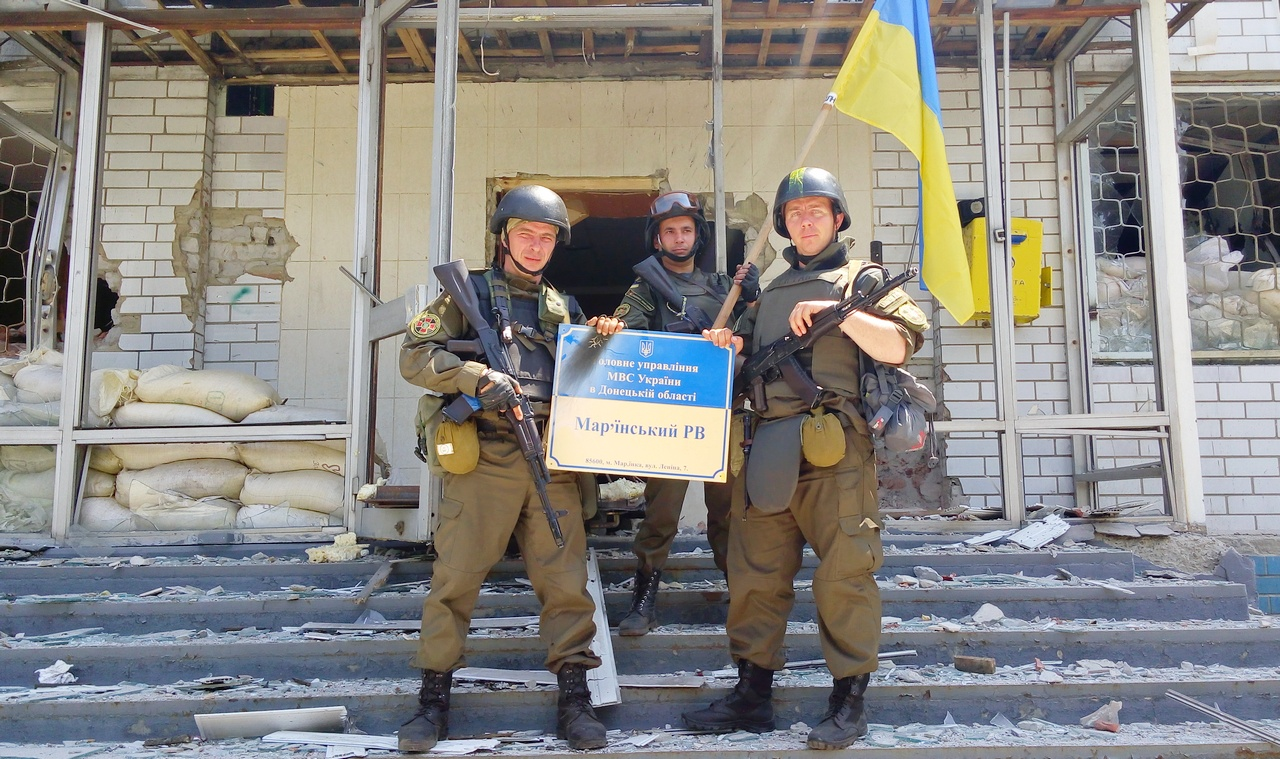
Мар'їнка, 4 червня 2015

Українська армія звільнила місто Мар'їнку.
6 серпня
Перший штурм Іловайська силами 40 БТрО «Кривбас».
7 серпня
Бої на українсько-російському кордоні: з'єднання української армії вирвалися з оточення; залишену територію зайняли бойовики, в результаті чого втрачено контроль над ділянкою державного кордону в 140 км.
10 серпня
Другий штурм Іловайська.
Сили АТО повністю перекрили сполучення ворога між Донецькою та Луганською областями; повідомлення про масові дезертирства з лав бойовиків.
11 серпня
Утворена Державна служба України у справах ветеранів війни та учасників антитерористичної операції.
12 серпня
Прийнято Закон України «Про здійснення правосуддя та кримінального провадження у зв'язку з проведенням антитерористичної операції».

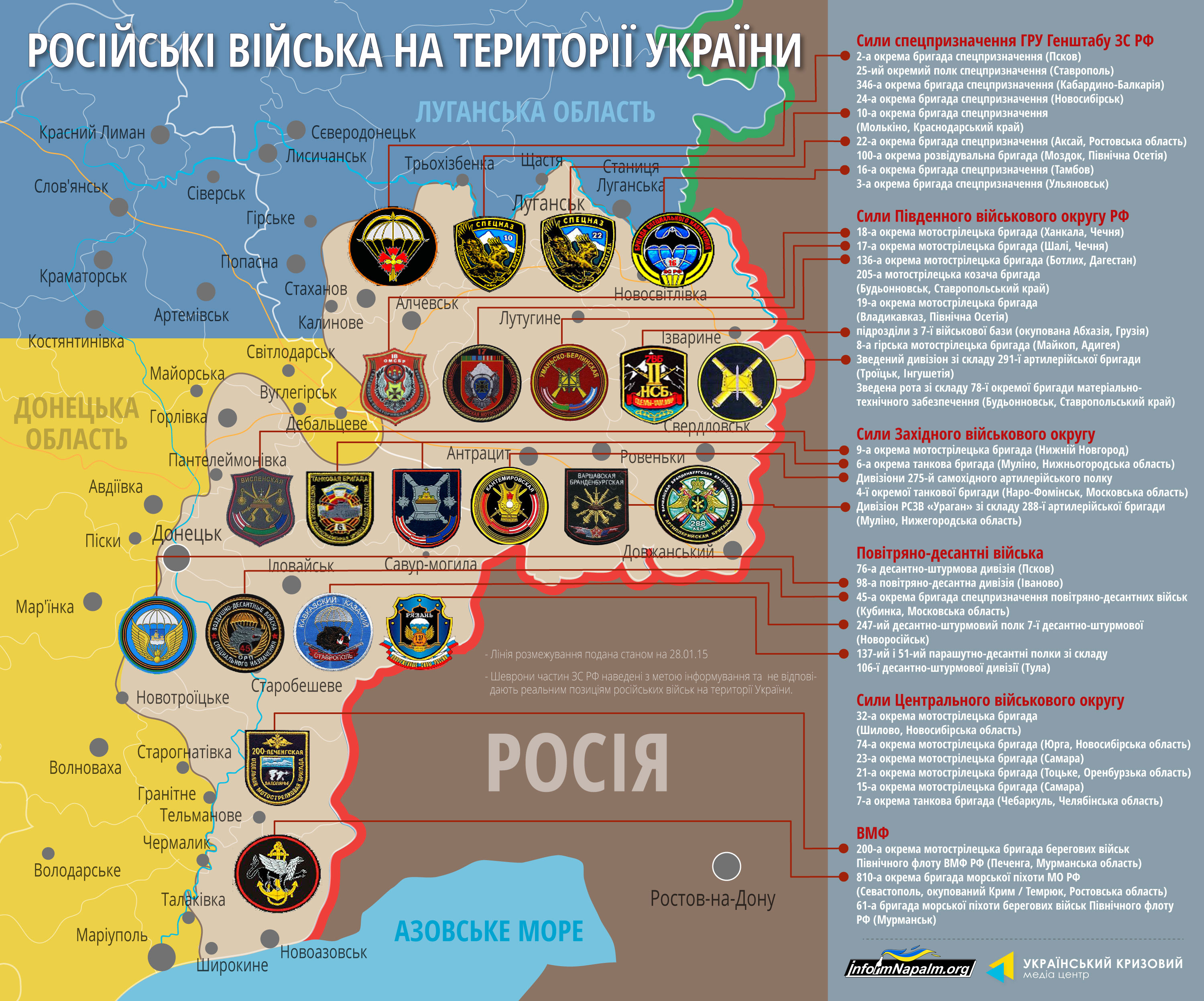
Російські війська на території України (інфографіка Inform Napalm)

Перші повідомлення про масове вторгнення російських військ на територію України.
Цього дня загинули 34 українських бійця.
14 серпня
КПП «Маринівка» Донецької області перейшов під контроль проросійських формувань.
«ЛНР» очолив Ігор Плотницький.
18 серпня
Батальйон «Донбас» при підтримці ЗСУ увійшов до Іловайська; сили АТО взяли у кільце Горлівку і дійшли до центра Луганська.
Колону біженців із селищ Новосвітлівка та Хрящувате, що рятувалися від бойових дій, обстріляно збройними формуваннями «ЛНР». 18 цивільних загинуло.
20 серпня
Під Георгіївкою розбитий зведений підрозділ російської 76-ї десантно-штурмової псковської дивізії.
21 серпня

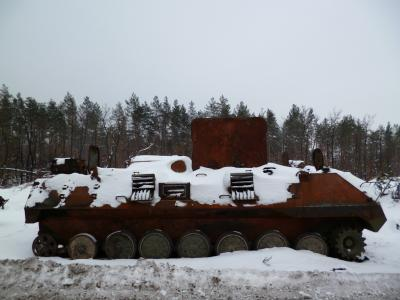
Артилерійський корегувальник ЗСУ, знищений на околицях Станиці Луганської

Селище Станиця Луганська звільнене від террористів.
22 серпня

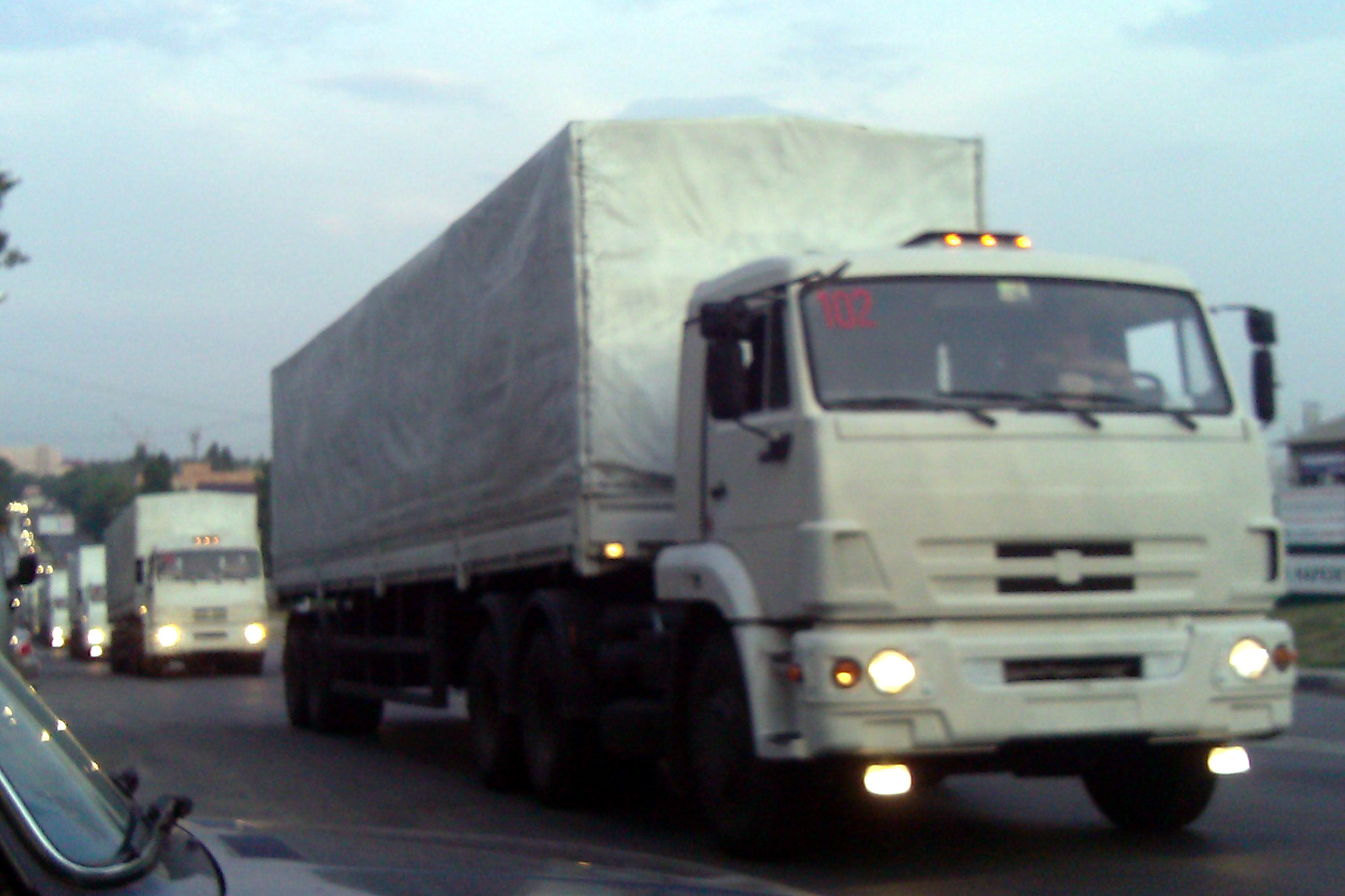
Перший «гуманітарний конвой» Російської Федерації на Донбас у Воронежі, 12 серпня 2014

Перший російський «гуманітарний конвой» перетнув державний кордон України в районі контрольваного бойовиками пункту пропуску Ізварине.
Екстренне засідання Ради безпеки ООН, присвячене ситуації в Україні.
23 серпня
Російська військова колона розбита під Лисичим.
У результаті високоточного удару ЗС України по базі терористів в м. Ровеньки Луганської області знищено до 500 бойовиків, 40 од. техніки ворога, 3 ЗРК «Стріла-10».
24 серпня

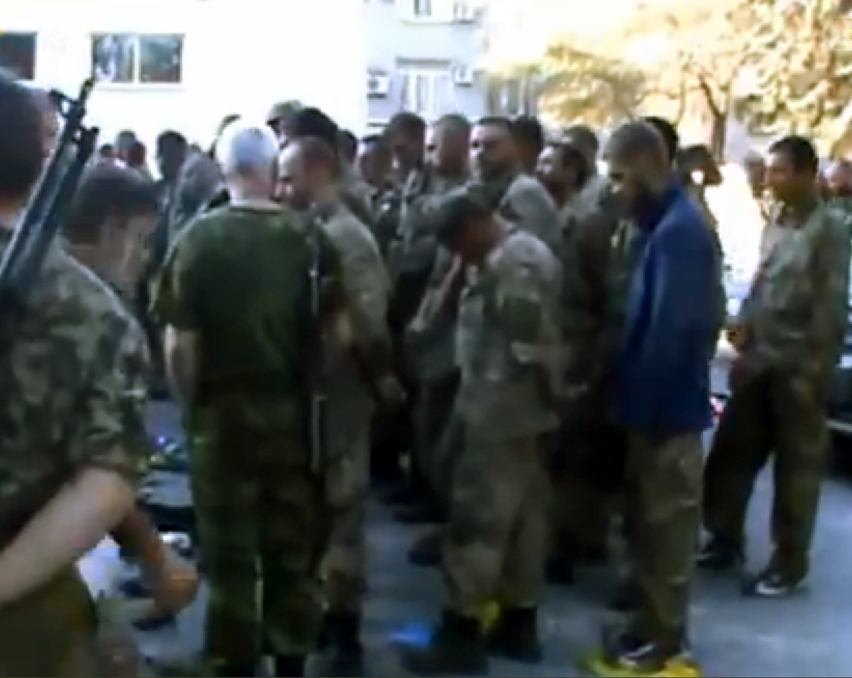
Полонені батальйонів «Донбас» і «Айдар» у Донецьку, 31 серпня 2014

Проросійські найманці примусили українських солдатів до «маршу ганьби» вулицями Донецька.
Очільник донецьких бойовиків Олександр Захарченко оголошує про масштабний наступ по всіх напрямках; з Росії на територію України в районі Амвросіївки зайшло 4 батальйонно-тактичних групи Збройних сил РФ; близько 100 одиниць бойової техніки російських військ висунулись від державного кордону в напрямку Старобешеве, відрізаючи Іловайськ і українські підрозділи біля нього.
Поблизу н.п. Дзеркальний Донецької області взято в полон 10 військовослужбовців 331 полку 98 Свірської дивізії Повітряно-десантних військ РФ.
Проросійські збройні угруповання почали наступ з Донецька на Докучаєвськ.
25 серпня
Контроль над Савур-Могилою перейшов до проросійських сил.

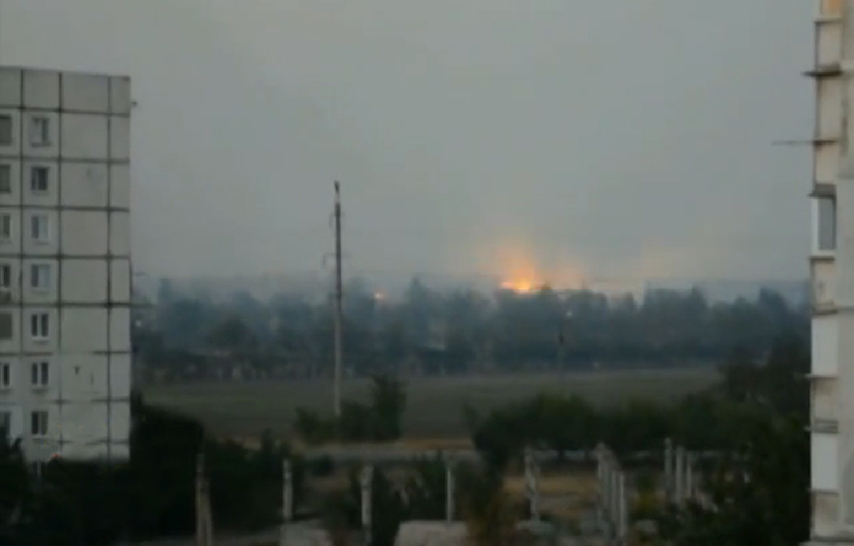
Гарматний обстрiл околицi Марiуполя, 5 вересня 2014

Почалися бої під Маріуполем. У місті формуються загони добровольців, готових захищати Маріуполь від вторгнення російських військ; деякі жителі почали залишати місто.
26 серпня
Бої за Іловайськ: розгром колони 8-ї бригади РФ під Многопіллям.
27 серпня
Спроба організувати прорив кільця російських сил під Іловайськом силами підрозділів 92-ї окремої механізованої бригади та 42-го батальйону територіальної оборони.
63 бійця Національної гвардії під обстрілами з «Градів» перетнули кордон з Росією і були там затримані.
28 серпня
Новосвітлівка, Хрящувате та Новоазовськ перейшли під контроль проросійських сил. Цього дня загинули 33 українських бійця.
Екстренне засідання Ради безпеки ООН, присвячене ситуації в Україні.
29 серпня

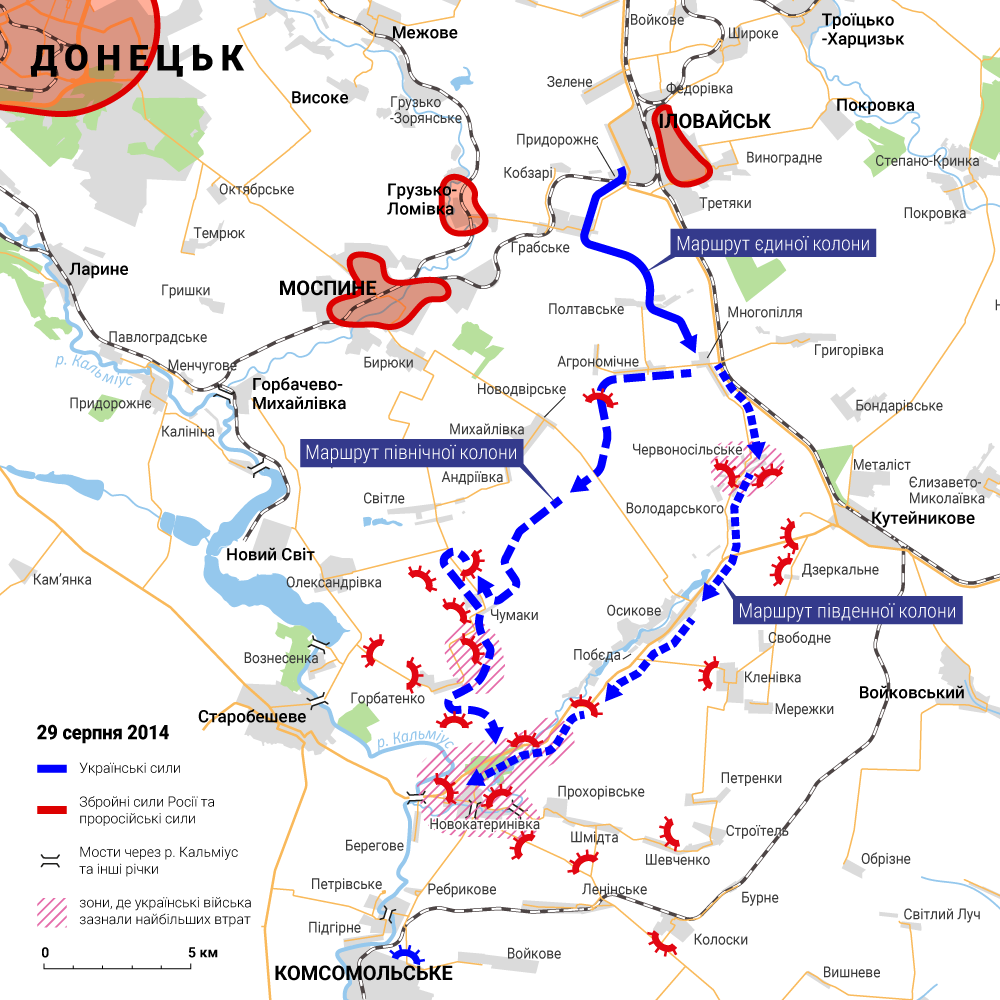
Бої за Іловайськ, 29 серпня 2014

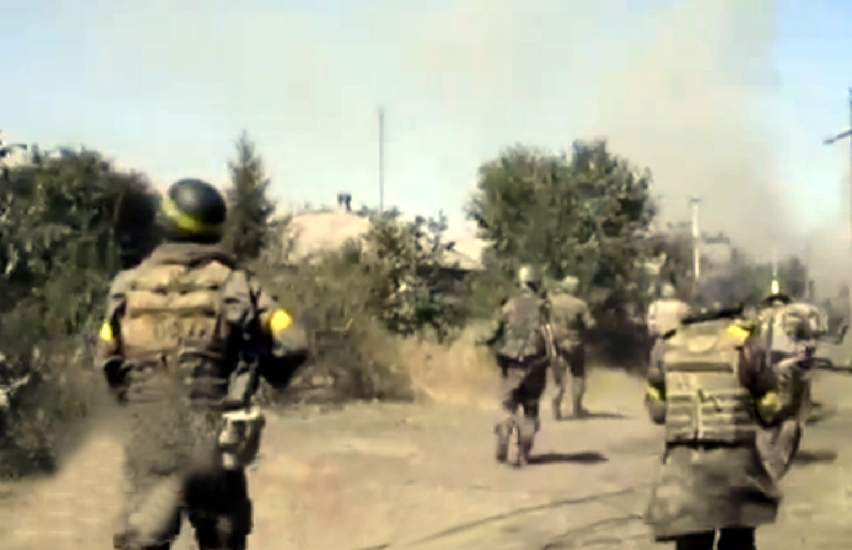
Батальйон «Донбас» у боях під Іловайськом, серпень 2014

Володимир Путін пообіцяв відкрити гуманітарний коридор для виходу українців з-під Іловайська. Вихід і розстріл двох колон українських військових. Під час виходу загинули 254 бійці.
31 серпня
Цього дня загинули 35 українських бійців, переважно в районі Дебальцевого та Луганського аеропорту.

### Вересень
1 вересня
Українські війська зі втратами відійшли з Луганського аеропорту.
Георгіївка та Лутугине перейшли під контроль проросійських сил.
2 вересня
Прийнято Закон України «Про тимчасові заходи на період проведення антитерористичної операції».
3 вересня
Спостерігачі СММ ОБСЄ вперше підтвердили факт обстрілу території України з боку РФ.
Під загальною координацією Управління цивільно-військового співробітництва Збройних сил України почав функціонувати гуманітарний проєкт «Евакуація 200» (Чорний тюльпан).
4 вересня
Почалися бої за Широкине.
5 вересня
Уельський саміт НАТО засудив ескалацію та незаконне військове втручання Росії в Україну та поставив вимогу, щоб Росія зупинила та вивела свої сили зсередини України та вздовж українського кордону. Це порушення суверенітету та територіальної цілісності України підсумкова декларація назвала серйозним порушенням міжнародного права та головним викликом євроатлантичній безпеці.

Ситуація на сході України 5 вересня 2014

Перша з «Мінських угод»: Мінський протокол — угода про тимчасове перемир'я, досягнута на переговорах у столиці Білорусі. Укладений учасниками Тристоронньої контактної групи: послом Гайді Тальявіні (від ОБСЄ), другим Президентом України Леонідом Кучмою (від України), послом Російської Федерації в Україні Михайлом Зурабовим (від Росії). Крім того, під Протоколом стоять підписи Олександра Захарченка (очільник проросійської маріонеткової псевдореспубліки «ДНР») та Ігоря Плотницького (очільник проросійської маріонеткової псевдореспубліки «ЛНР»).
Тристороння контактна група ухвалила рішення про двохстороннє припинення вогню; Президент Порошенко віддав наказ начальникові Генштабу Віктору Муженку про припинення вогню.
У засідці під Веселою Горою розбита колона 24 БТрО «Айдар», загинули 35 українських бійців.
9 вересня

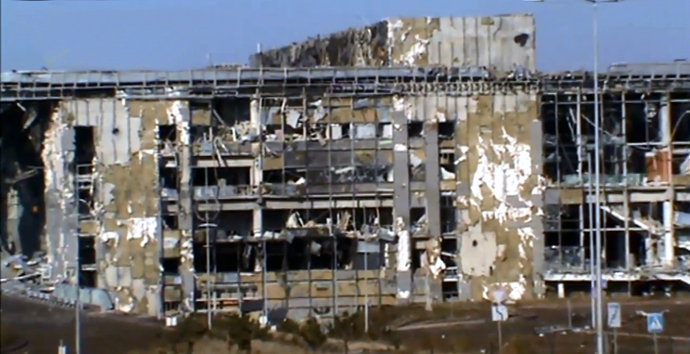
Руїни Донецького аеропорту 9 жовтня 2014

Поновилися бої за Донецький аеропорт.
Сформовано 44-ту окрему артилерійську бригаду.
10 вересня
Утворене Державне агентство України з питань відновлення Донбасу (попередник Мінреінтеграції).
Петро Порошенко доручив розпочати спорудження фортифікаційних укріплень на кордоні з Росією — Проєкт «Стіна».
12 вересня

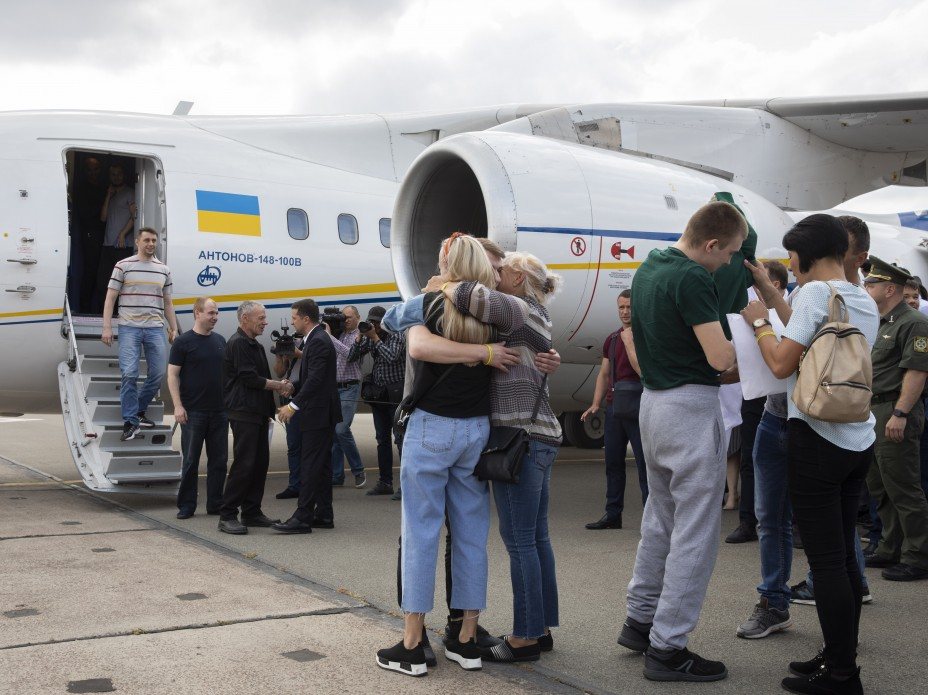
Зустріч українців, які повернулися додому в рамках взаємного звільнення утримуваних осіб Україною та РФ, 7 вересня 2019

Відбувся обмін утримуваними особами у форматі «37 на 37».
14 вересня
До цього дня формально тривала АТО на території Харківської області.
14 вересня

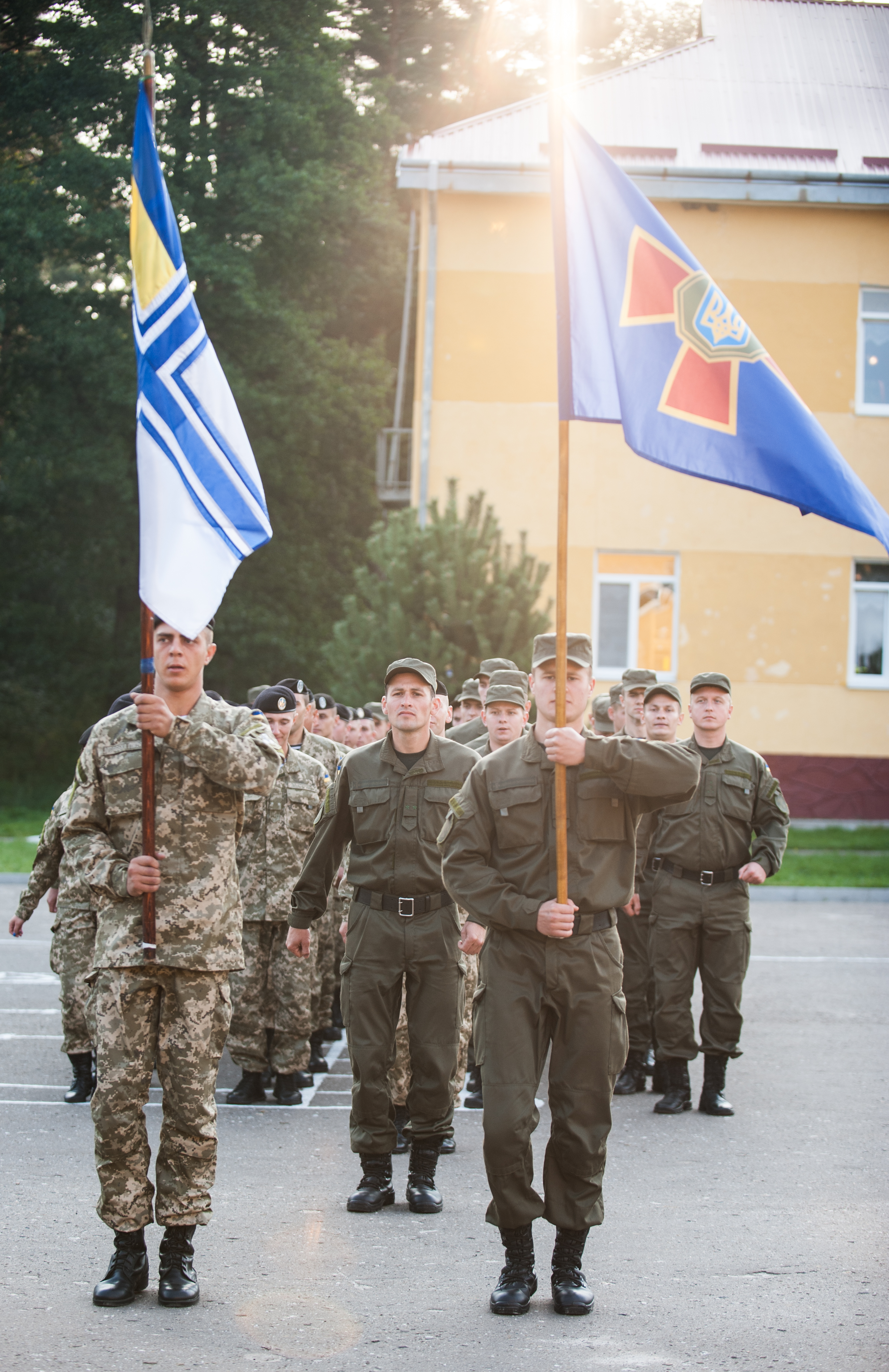
Прапори Національної гвардії та ВМС ЗС України на церемонії відкриття навчань Rapid Trident у Яворові, 15 вересня 2014

На базі Міжнародного Центру миротворчості та безпеки Академії Сухопутних військ імені гетьмана Петра Сагайдачного (Яворів) відкрилися масштабні українсько-американські тактичні навчання «Репід Трайдент — 2014».
16 вересня
Прийнятий Закон про особливий статус Донбасу, що не запрацював до цього часу.
19 вересня

Ситуація на сході України 20 вересня 2014

Друга з «Мінських угод»: Меморандум про виконання положень Протоколу за результатами консультацій Тристоронньої контактної групи стосовно кроків, спрямованих на імплементацію Мирного плану Президента України Петра Порошенка та ініціатив Президента Росії Володимира Путіна — підписаний учасниками контактної групи в Мінську, в якому домовлено про припинення вогню, зупинку військ на поточній лінії зіткнення, встановлення 30-кілометрової зони безпеки, відведення важкого озброєння.
25 вересня
Обласні установи Луганщини перенесено до Сєвєродонецька.
Міністерство закордонних справ Росії вперше офіційно назвало «Новоросією» Луганську та Донецьку області України.
26 вересня
Почав роботу Спільний центр з контролю та координації питань припинення вогню та стабілізації лінії розмежування сторін (СЦКК).
28 вересня
Відбувся обмін утримуваними особами у форматі «30 на 60».

### Жовтень
13 жовтня
Донецька ОДА тимчасово перенесена до Краматорська.
Почалися запеклі бої за 32-й блокпост на «Бахмутці».
14 жовтня
Міністром оборони України став генерал-полковник Степан Полторак.
16 жовтня
У Мілані відбулась зустріч у розширеному Нормандському форматі.
20 жовтня
Зареєстроване Всеукраїнське громадське об'єднання «Об'єднання дружин і матерів бійців учасників АТО».
28 жовтня
Українські військові вимушено залишили 32-й блокпост під Слов'яносербськом на Луганщині та відступили узгодженим «зеленим коридором».

### Листопад
2 листопада
Представники терористичних організацій провели на окремих територіях Донецької та Луганської областей незаконні вибори голів та народних рад «ДНР» та «ЛНР». МЗС РФ розмістило заяву, за якою Росія «поважає» вибори, проте це не слід вважати їхнім «визнанням».
4 листопада
«ДНР» очолив Олександр Захарченко.
12 листопада
Екстренне засідання Ради безпеки ООН, присвячене ситуації в Україні.
22 листопада
США надали Україні гуманітарної та військової допомоги на суму 118 млн доларів США.
Бойовики зазнали великих втрат під Дебальцевим.
30 листопада

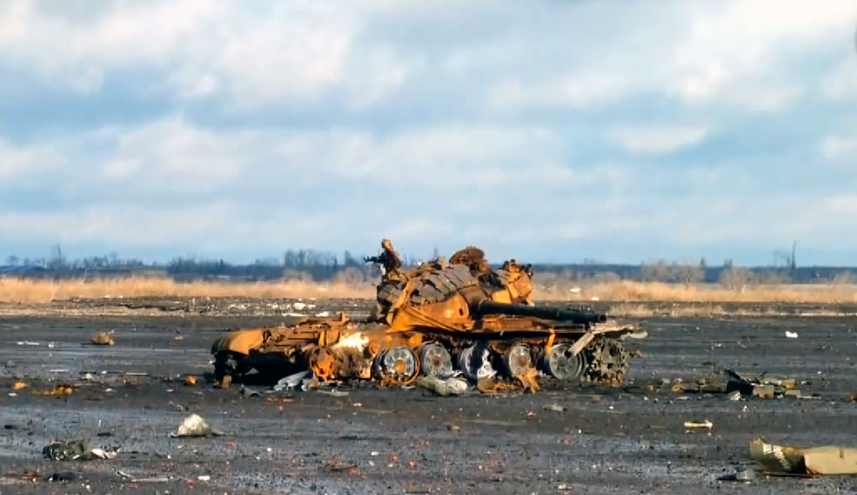
Спалений російський танк у Донецькому аеропорті, 24 грудня 2014

Українські бійці залишили приміщення старого терміналу Донецького аеропорту та зосередились на території нового.

### Грудень
1 грудня
Сформовано 14-ту окрему механізовану бригаду.
15 грудня

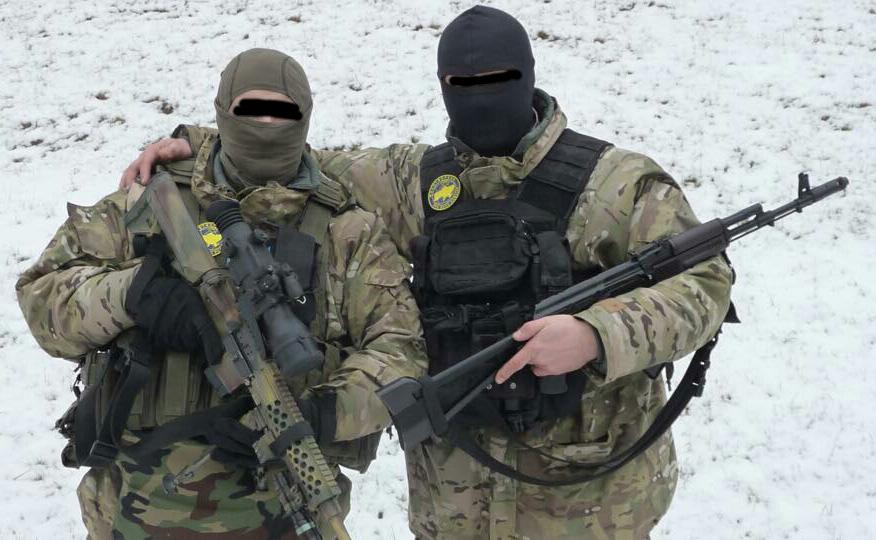
Співробітники Центру «Миротворець», 10 лютого 2015

Георгій Тука опублікував повідомлення про початок діяльності Центру «Миротворець».
26 грудня
Відбувся обмін утримуваними особами у форматі «222 на 150».

## 2015

### Січень
1 січня
Ліквідовано ватажка терористів Олександра Бєднова.
5 січня
Литва надала Україні гуманітарної та військової допомоги на 17,8 млн доларів США.
8 січня
ІнформНапалм оприлюднив точну карту розмежування сил на Донбасі з поділом контрольованої території на сектори.
9 січня
Поновилися бої за Станицю Луганську.
13 січня

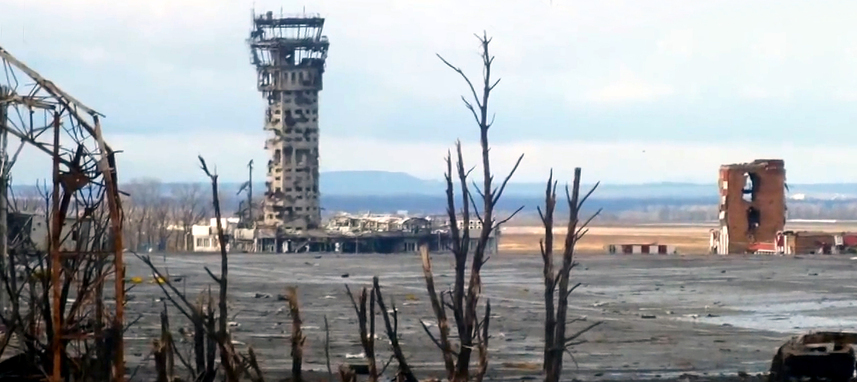
Руїни Донецького аеропорту 24 грудня 2014

Поновилися бої за Донецький аеропорт; обвалилася диспетчерська вежа.
Теракт під Волновахою: артилерійський обстріл силами 5 ОМСБр «Оплот» окупаційних військ РФ українського пункту пропуску поблизу міста Волноваха. Загинули 12 чи 13 осіб.
18 січня
Активізувалися бої за район шахти «Бутівка».
20 січня

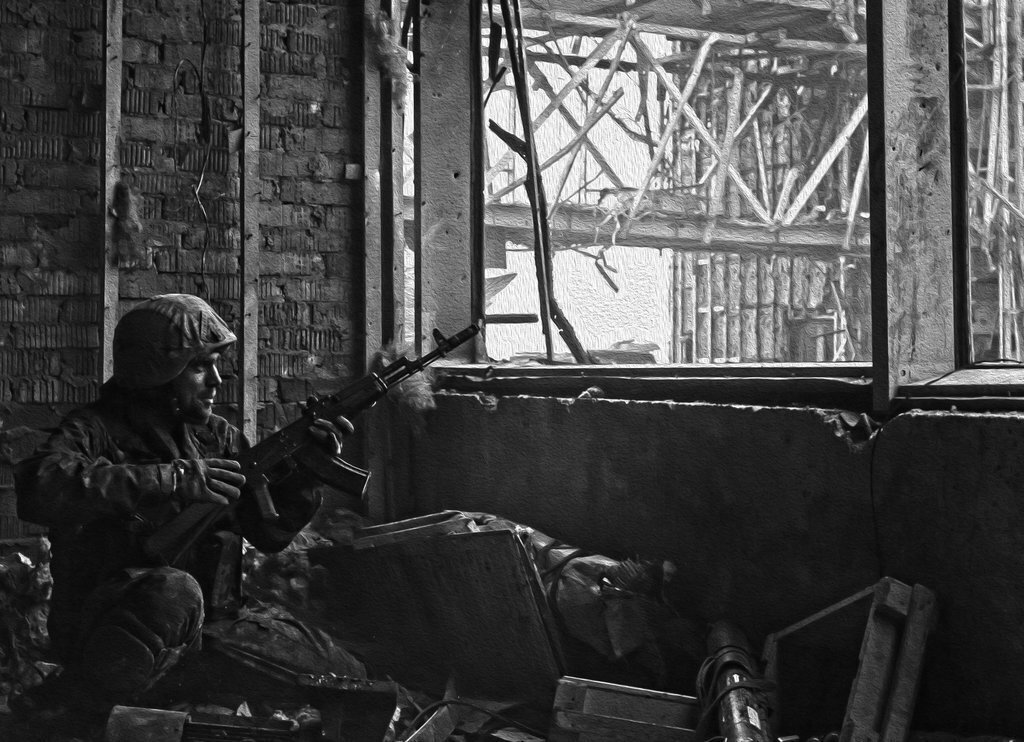
У Донецькому аеропорті, 22 січня 2020

Терористи підірвали новий термінал Донецького аеропорту. Цього дня загинули 44 українських бійця.
Почалась четверта хвиля часткової мобілізації в Україні.
21 січня

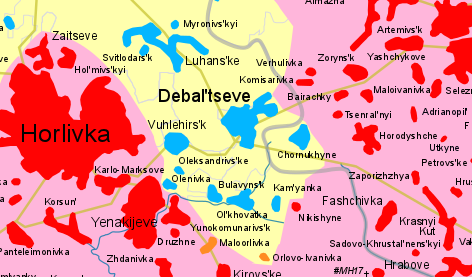
Позиції сторін у Дебальцевому, початок січня 2015

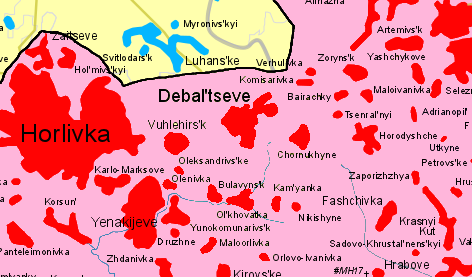
Позиції сторін у Дебальцевому, 18 лютого 2015

Почалися нові бої за Дебальцеве (бій на опорному пункті «Льоха»).
Починаючи з цієї дати на лінії зіткнення діє пропускний режим для в'їзду/виїзду на тимчасово непідконтрольні Україні території.
22 січня

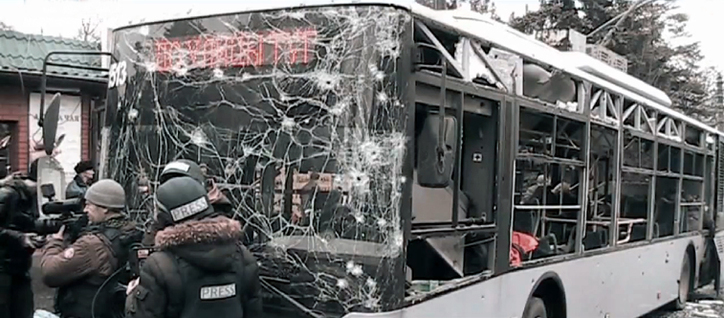
Пошкоджений тролейбус на місці обстрілу в Донецьку 22 січня 2015

Внаслідок терористичного артобстрілу зупинки транспорту «Донецькгірмаш» у Донецьку загинули 8 цивільних.
24 січня

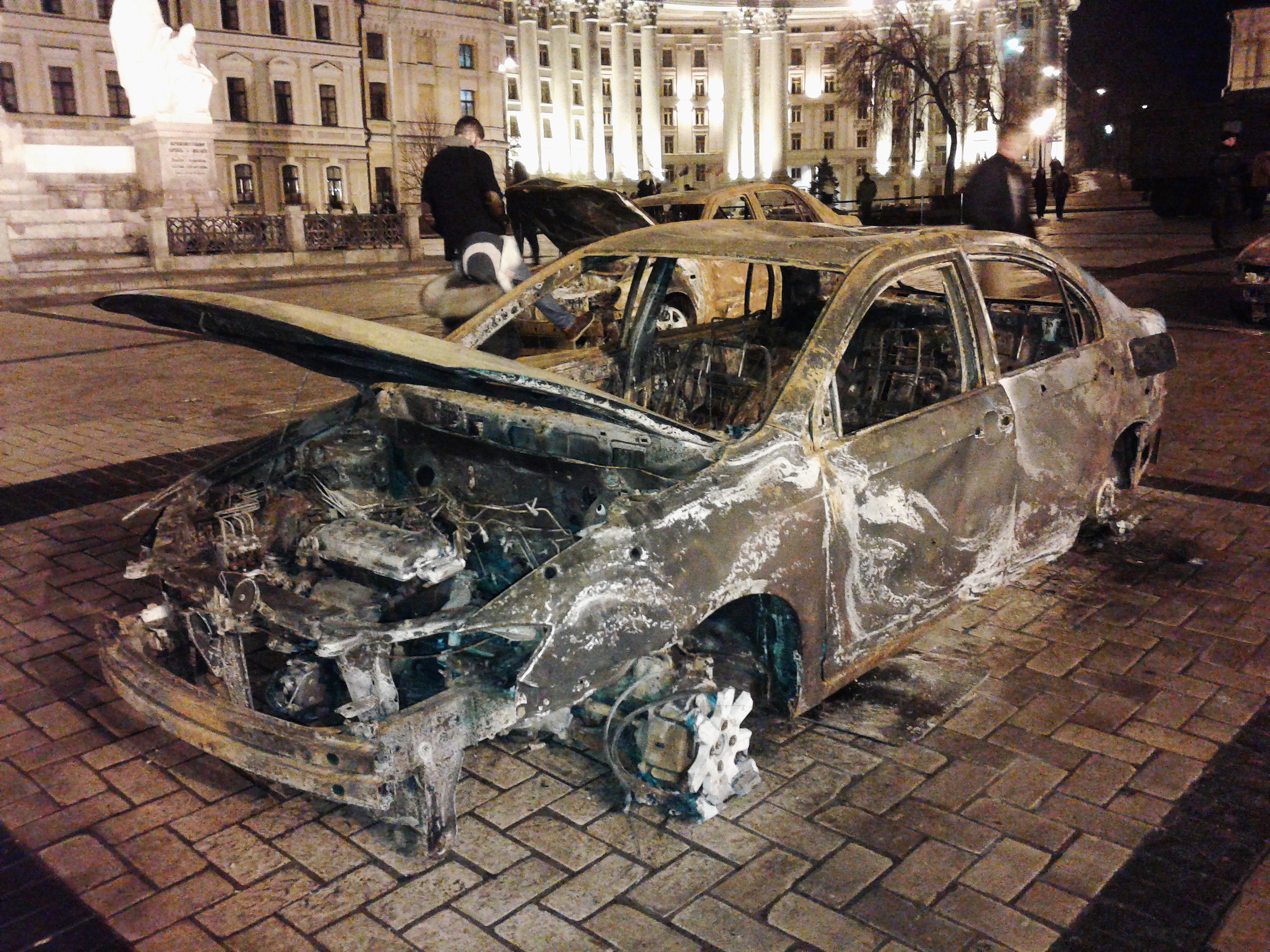
Автомобіль із Маріуполя, пошкоджений реактивними снарядами РСЗВ БМ-21 «Град». Виставка у Києві, лютий 2015

Ватажок терористів «ДНР» Олександр Захарченко публічно оголосив про початок наступу на Маріуполь; терористами обстріляно житловий мікрорайон «Східний» міста Маріуполя та блокпост ЗСУ в селищі Виноградне. Загинуло 29 людей.
25 січня
Дебальцеве: бій за висоту 307,5 на опорному пункті «Валєра».
27 січня
Європейські країни надали Україні гуманітарної та військової допомоги на 300 млн грн.
Верховна Рада України у зверненні до міжнародних інституцій визнала Росію державою-агресором.
29 січня
Бої за Бахмутку: українська артилерія підбила 10 танків терористів поблизу села Жолобок.
31 січня
Дебальцеве: Вуглегірськ перейшов під контроль бойовиків. Цього дня загинули 30 українських бійців.

### Лютий
2 лютого
Леонід Кучма призначений офіційним представником України у ТКГ.
3 лютого
Прийнято Закон України «Про військово-цивільні адміністрації».
9 лютого
Бій за трасу Артемівськ-Дебальцеве. Цього дня загинули 34 українських бійця.
10 лютого

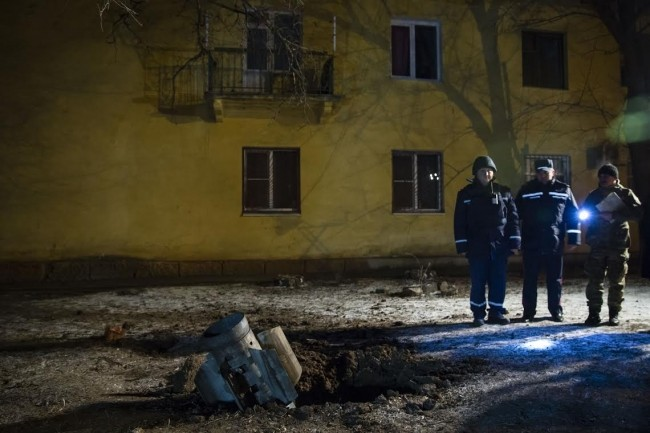
Снаряд, що не розірвався після обстрілу Краматорська, 10 лютого 2015

Терористи обстріляли аеродром та густозаселені райони міста Краматорська касетними боєприпасами з важкого артилерійського озброєння.

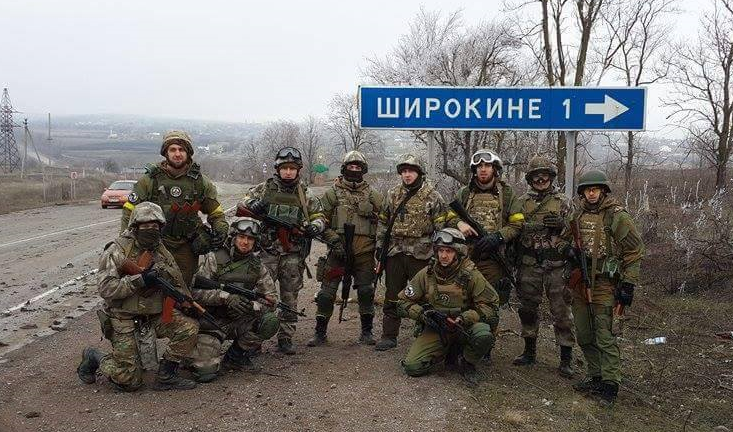
Бійці «Східного корпусу» під час боїв за Широкине, 10 лютого 2015

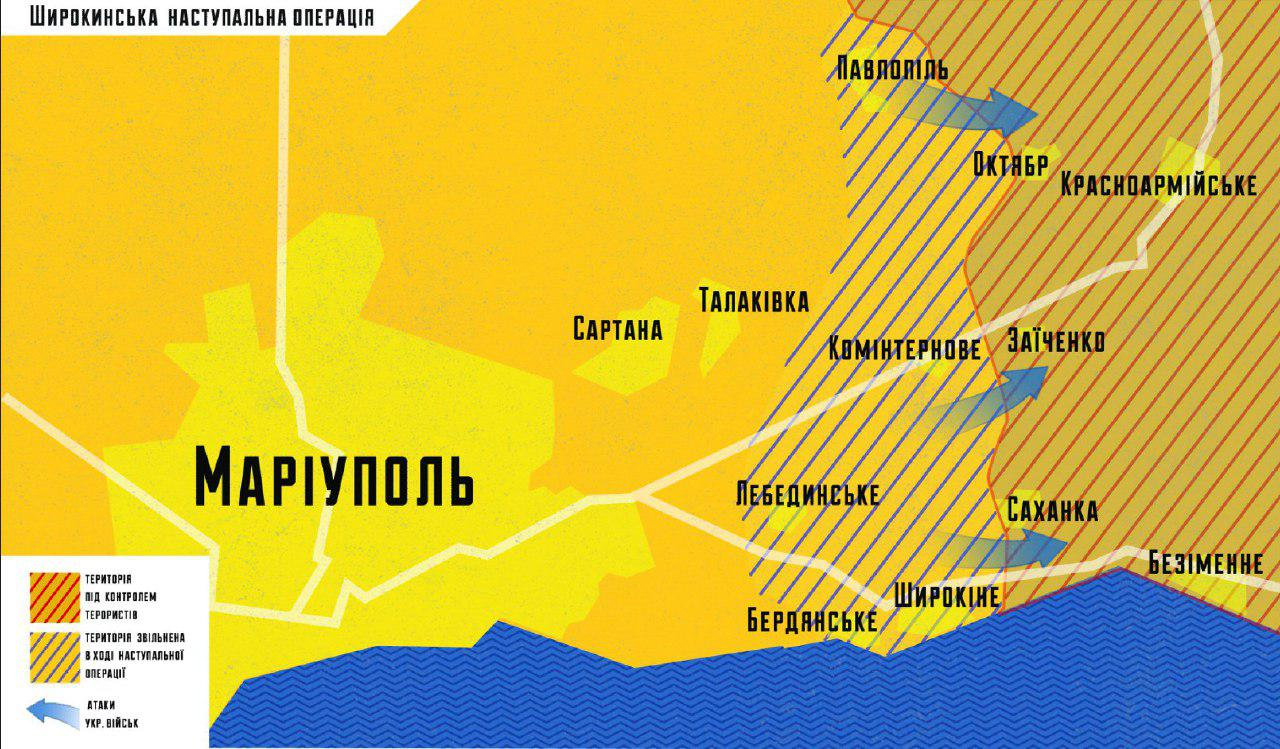
План-схема Широкинської наступальної операції

Почалася «Широкинська операція» («Павлопільсько-Широкинська наступальна операція») українських сил.
11 лютого

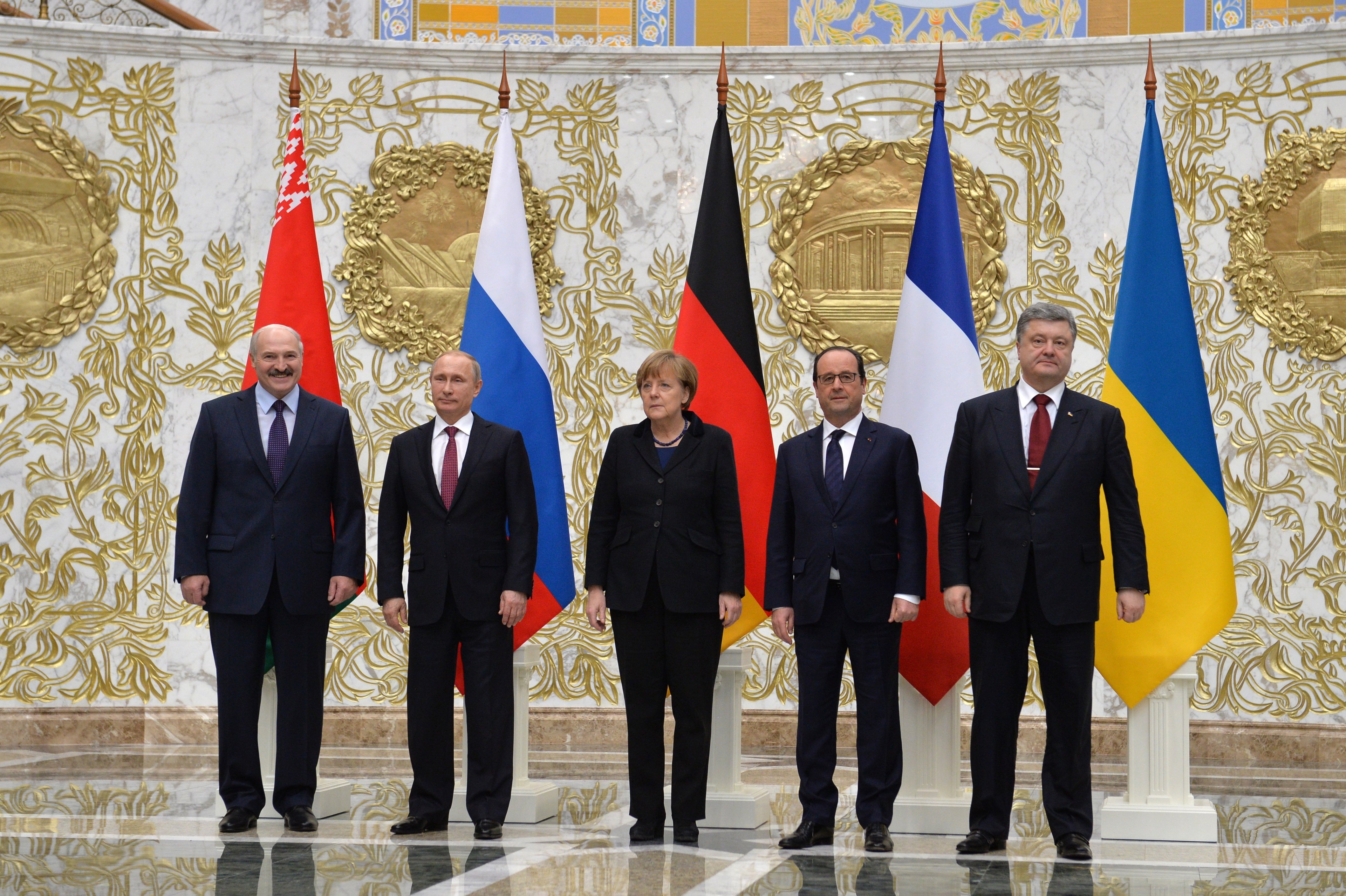
Олександр Лукашенко, Володимир Путін, Ангела Меркель, Франсуа Олланд та Петро Порошенко беруть участь у переговорах щодо врегулювання ситуації в Україні. Мінськ, 11 лютого 2015

Почалась зустріч у Нормандському форматі в Мінську.
12 лютого
Третя з «Мінських угод»: Комплекс заходів щодо виконання Мінського протоколу — узгоджений на саміті лідерами Німеччини, Франції, України та Росії у форматі «нормандської четвірки», і підписаний контактною групою (Тальявіні, Кучма, Зурабов, а також Захарченко і Плотницький). Зустріч тривала 17 годин, у результаті якої було підписано Декларацію на підтримку Комплексу заходів з виконання Мінських угод, також визначено кроки з імплементації угод.
Дебальцеве: Логвинове перейшло під контроль бойовиків.
15 лютого
Сторони ТКГ домовились про припинення вогню з цього дня.
17 лютого
Резолюцією Ради безпеки ООН 2202 (2015) були схвалені Комплекс заходів та «Декларація Президента РФ, Президента України, Президента Франції та Канцлера Німеччини на підтримку Комплексу заходів щодо виконання Мінських угод, прийнятого 12 лютого 2015 року», виключно під якою стоять підписи лідерів держав.
Сформована 58-ма окрема мотопіхотна бригада.
18 лютого
Збройні Сили України разом з Національною гвардією завершили операцію по виходу з оточення під Дебальцевим. Цього дня загинули 30 українських бійців. Протягом місяця військових дій на цьому плацдармі загинули 179 українських військовослужбовців.
20 лютого
Кабінет Міністрів України закрив 23 пункти пропуску на кордоні з Росією.
22 лютого
Теракт під час Маршу єдності в Харкові: внаслідок вибуху загинуло 4 особи, серед них 1 міліціонер та 1 неповнолітній.
23 лютого
Сформована 56-та окрема мотопіхотна бригада.

### Березень
5 березня
Президентом П. Порошенком утворені перші в Україні військово-цивільні адміністрації.
17 березня
Верховна Рада України визнала окремі райони, міста, селища і села Донецької та Луганської областей тимчасово окупованою територією.

### Травень
16 травня
Бій з диверсантами ГРУ РФ під Щастям.
23 травня
Ліквідовано ватажка терористів Олексія Мозгового.
28 травня
Президент Росії Володимир Путін засекретив інформацію про втрати особового складу Міноборони РФ «у мирний час у період проведення спеціальних операцій».

### Червень
3 червня
Терористи пішли у наступ під Мар'їнкою (Донецька область). Масштабну атаку відбито.
15 червня
Європейський Союз надав Україні гуманітарної та військової допомоги на 7 млн євро.

### Вересень
18 вересня
Журналіст «Дзеркала тижня» Сергій Рахманін оприлюднив існування «Плану Мореля».

### Жовтень
1 жовтня
Сформована 10-та окрема гірсько-штурмова бригада.
Сторони ТКГ домовились про припинення вогню з цього дня.
2 жовтня

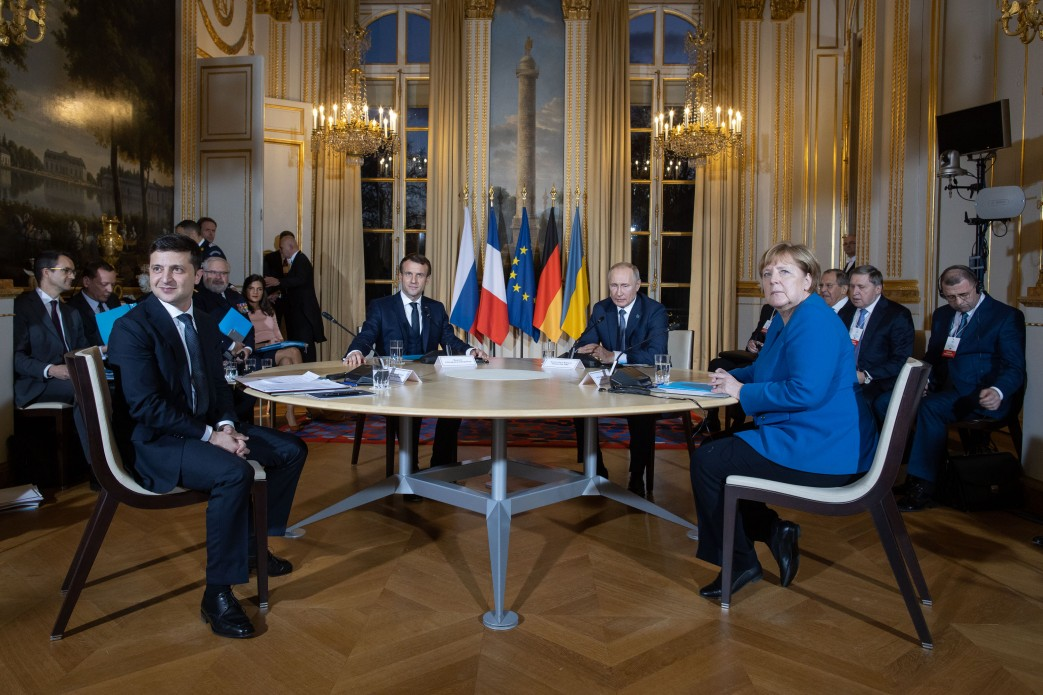
Зустріч у «Нормандському форматі» в Парижі, 9 грудня 2019

У Парижі відбулась зустріч «нормандської четвірки».
3 жовтня
Збройні сили України почали реалізовувати перший етап домовленостей із відведення зброї у секторі «Північ».
6 жовтня
У Службі безпеки України створено об'єднаний центр з координації пошуку, звільнення незаконно позбавлених волі осіб, заручників та встановлення місцезнаходження безвісти зниклих у районі проведення антитерористичної операції (Об'єднаний центр звільнення заручників).
20 жовтня
Збройні сили України почали реалізовувати другий етап домовленостей із відведення зброї у секторі «Південь».

### Листопад
28 листопада
У дипломатичному листуванні оприлюдено «Формулу Штайнмаєра».

### Грудень
2 грудня
Кабінетом Міністрів України затверджений чинний Перелік населених пунктів, на території яких здійснювалася антитерористична операція.
12 грудня
Ліквідовано ватажка терористів Павла Дрьомова.

## 2016

### Січень
1 січня
Бойовики 42 рази порушили умови припинення вогню. Цього дня загинули 10 українських бійців.

### Лютий
24 лютого
Великий обстріл шахти «Бутівка».

### Квітень
30 квітня
Сторони ТКГ домовились про припинення вогню з цього дня.

### Червень
16 червня
Структура Збройних Сил України доповнена новим окремим родом військ — Високомобільними десантними військами ЗСУ, та окремим родом сил — Силами спеціальних операцій ЗСУ.
29 червня

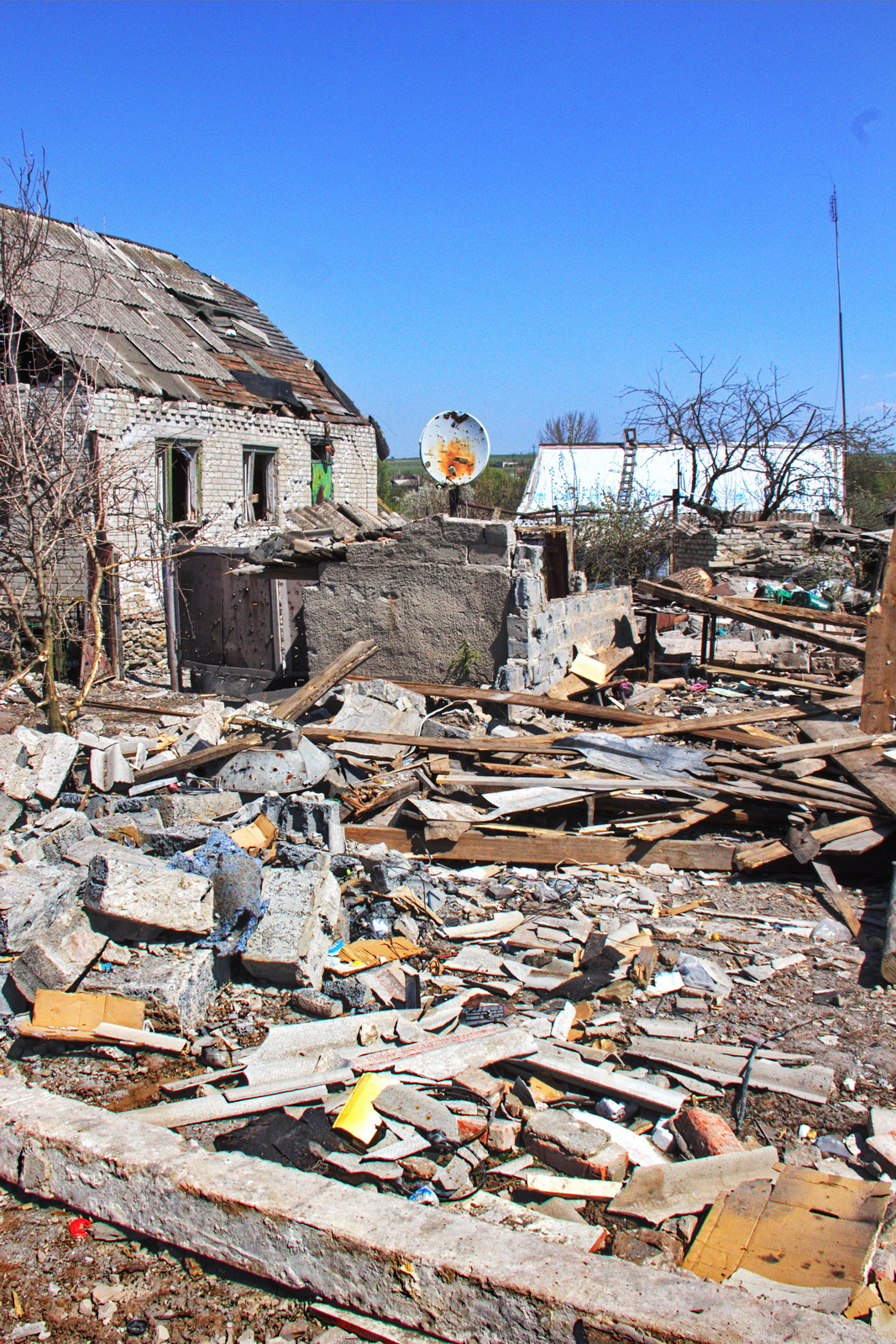
Руйнування на околицях селища Луганське, 26 квітня 2018

Перше масштабне зіткнення на Світлодарській дузі.

### Липень
5 липня
Затверджено нові предмети однострою та знаки розрізнення Збройних сил України.
27 липня
На озброєння Нацгвардії прийнятий спеціалізований броньований автомобіль «Козак-001».

### Вересень
1 вересня
Сторони ТКГ домовились про припинення вогню з цього дня.
19 вересня
Ліквідовано ватажка терористів Євгена Жиліна.
21 вересня
Учасники ТКГ підписали угоду про розведення сил і засобів біля трьох населених пунктів на лінії розмежування — Петрівського, Золотого та Станиці Луганської.

### Жовтень
1 жовтня
Відбулось розведення сил і засобів біля Золотого.
7 жовтня
Відбулось розведення сил і засобів біля Петрівського.
16 жовтня
Ліквідовано ватажка терористів Арсена Павлова.
19 жовтня
У Берліні відбулась зустріч глав держав у Нормандському форматі.

### Грудень
24 грудня
Сторони ТКГ домовились про припинення вогню з цього дня.
26 грудня
Активісти розпочали блокаду залізничного сполучення з окупованими територіями Донецької та Луганської областей.

## 2017

### Січень
16 січня
Україна подала до Міжнародного суду ООН позов проти Росії. Він стосується порушення РФ Конвенції про боротьбу з фінансуванням тероризму та Конвенції про ліквідацію всіх форм расової дискримінації.
27 січня
Ліквідовано ватажка терористів Валерія Болотова.
29 січня

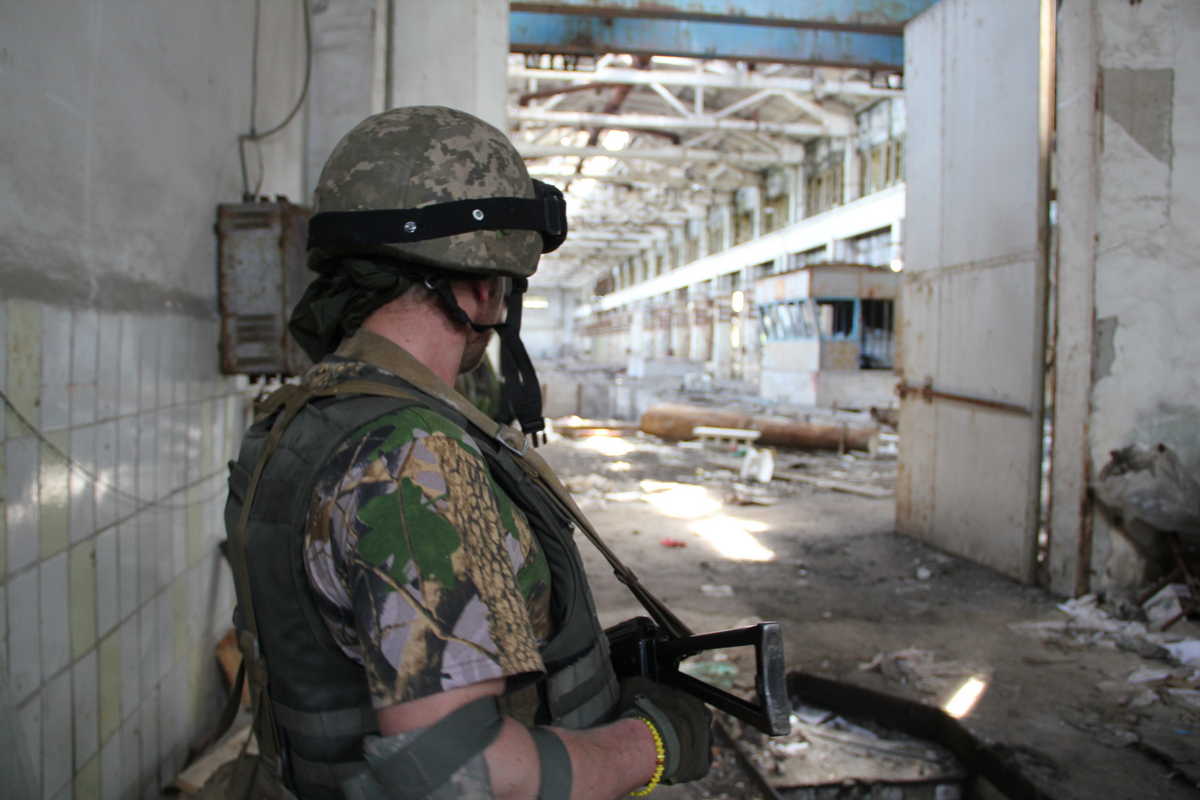
Авдіївська промзона, 11 травня 2016

Інтенсивне загострення під Авдіївкою.

### Лютий
8 лютого
Ліквідовано ватажка терористів Михайла Толстих.
18 лютого
Президент Росії Володимир Путін підписав указ про визнання документів, що видаються «ДНР» і «ЛНР».

### Березень
15 березня
Офіційно припинене транспортне сполучення з «ДНР» та «ЛНР».
26 березня
Бойовики 88 разів обстріляли позиції ЗСУ. Цього дня загинули 9 українських бійців.
31 березня
У Маріуполі підірвано автомобіль із заступником начальника відділу контррозвідки ГУ СБУ в Донецькій області Олександром Хараберюшем, який загинув.

### Червень
7 червня
Відновилися бої на Бахмутці в районі села Жолобок.
24 червня
Сторони ТКГ домовились про припинення вогню з цього дня.
27 червня

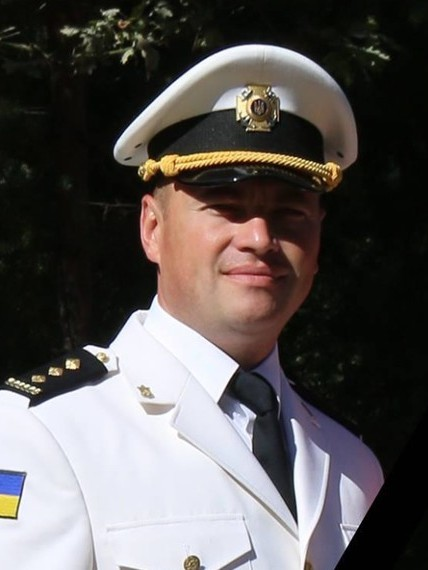
Максим Шаповал

У Києві підірвано автомобіль із командиром 10 ОЗСпП полковником ГУР МО Максимом Шаповалом, який загинув.
Почалась масштабна хакерська атака з боку Росії з використанням різновиду вірусу Petya.

### Серпень
25 серпня
Сторони ТКГ домовились про припинення вогню з цього дня.

### Листопад
9 листопада

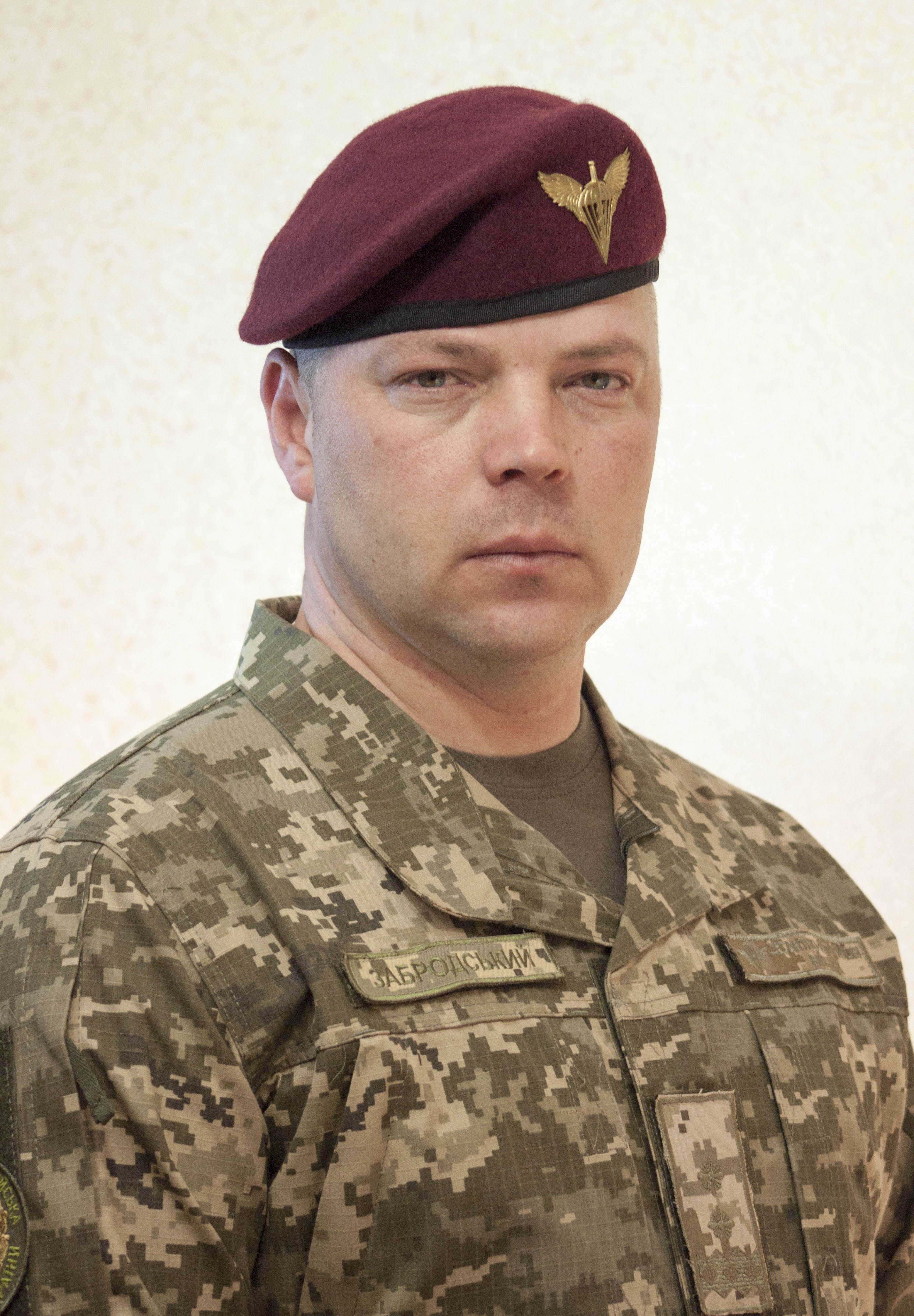
Михайло Забродський

Командувачем сил Антитерористичної операції призначений командувач Десантно-штурмових військ Збройних сил України Михайло Забродський.
23 листопада
Заколот в «ЛНР»: новим ватажком терористичної організації став Ігор Корнет; Ігор Плотницький відбув до Москви.

### Грудень
23 грудня
Сторони ТКГ домовились про припинення вогню з цього дня.
27 грудня
Відбувся обмін утримуваними особами у форматі «74 на 306».

## 2018

### Січень
18 січня
Прийнятий Закон про забезпечення державного суверенітету України над тимчасово окупованими територіями в Донецькій та Луганській областях (Закон про деокупацію Донбасу).

### Березень
5 березня
Сторони ТКГ домовились про припинення вогню з цього дня.
16 березня
Командувачем Об'єднаного оперативного штабу Збройних сил України призначений Сергій Наєв.
30 березня
Сторони ТКГ домовились про припинення вогню з цього дня.

### Квітень
30 квітня

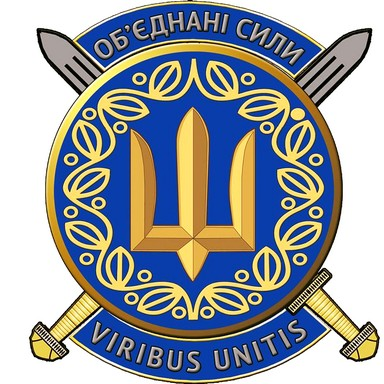
Емблема Об'єднаних сил ЗСУ

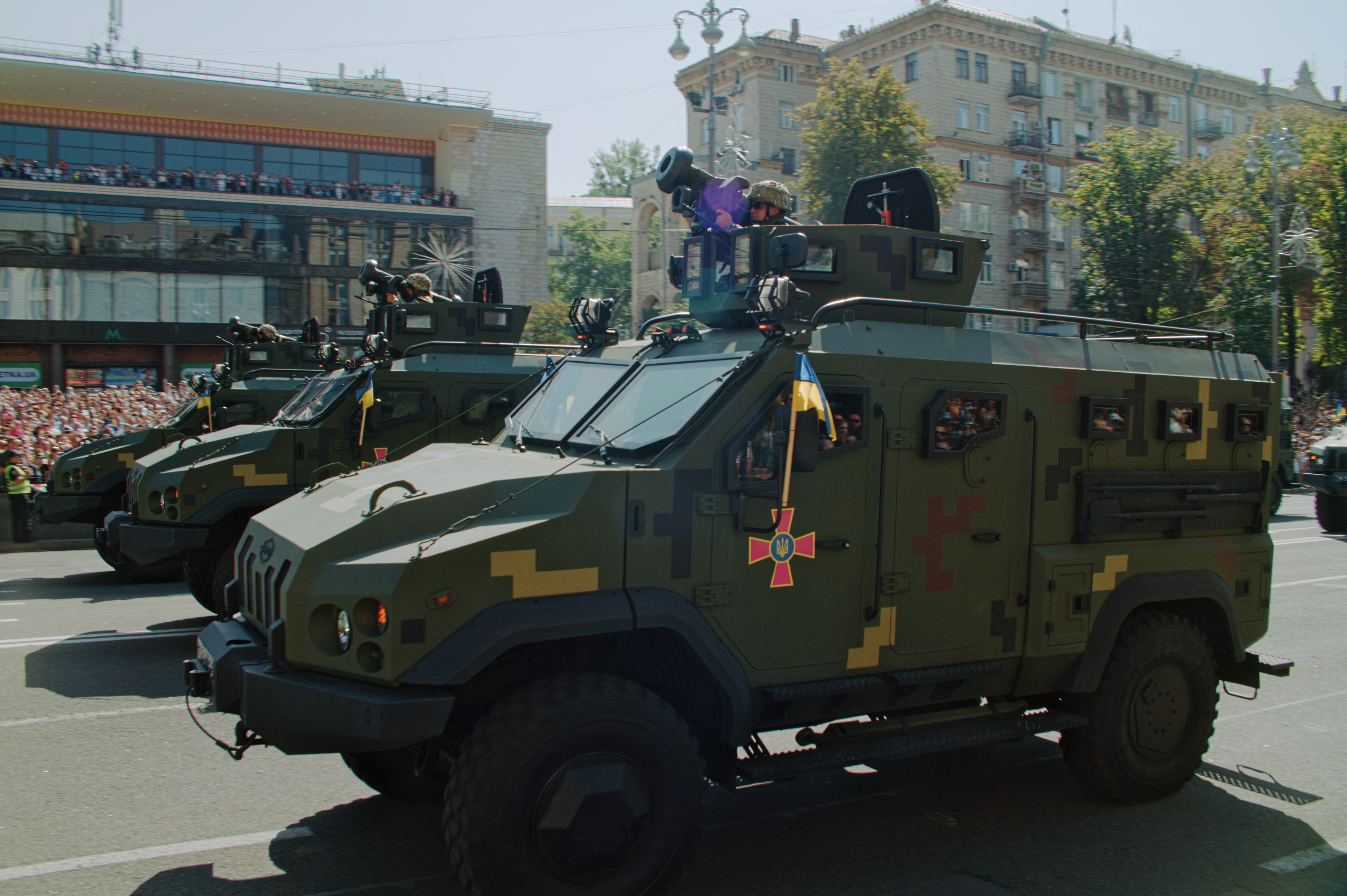
Український військовий з FGM-148 Javelin на СБА «Варта». Парад з нагоди 27-ї річниці Незалежності України, 24 серпня 2018

Цього дня закінчилась Антитерористична операція на сході України. Почалась Операція об'єднаних сил.
До України надійшли перші комплекти FGM-148 Javelin.

### Серпень
31 серпня
Ліквідовано ватажка терористів Олександра Захарченка; «ДНР» тимчасово очолив Дмитро Трапезніков.

### Вересень
25 вересня
Завершився перехід групи суден Військово-Морських Сил ЗС України («Донбас» і «Корець») з порту Одеса до порту Маріуполь.

### Жовтень
12 жовтня (не пізніше)
Ракетний комплекс «Вільха» прийнято на озброєння ЗСУ.

### Листопад
11 листопада
Проведені т. зв. «вибори» у «ДНР» та «ЛНР», не визнані жодною країною.
20 листопада
«ДНР» очолив Денис Пушилін.
21 листопада
Євген Марчук призначений офіційним представником України у ТКГ.
«ЛНР» очолив Леонід Пасічник.
25 листопада

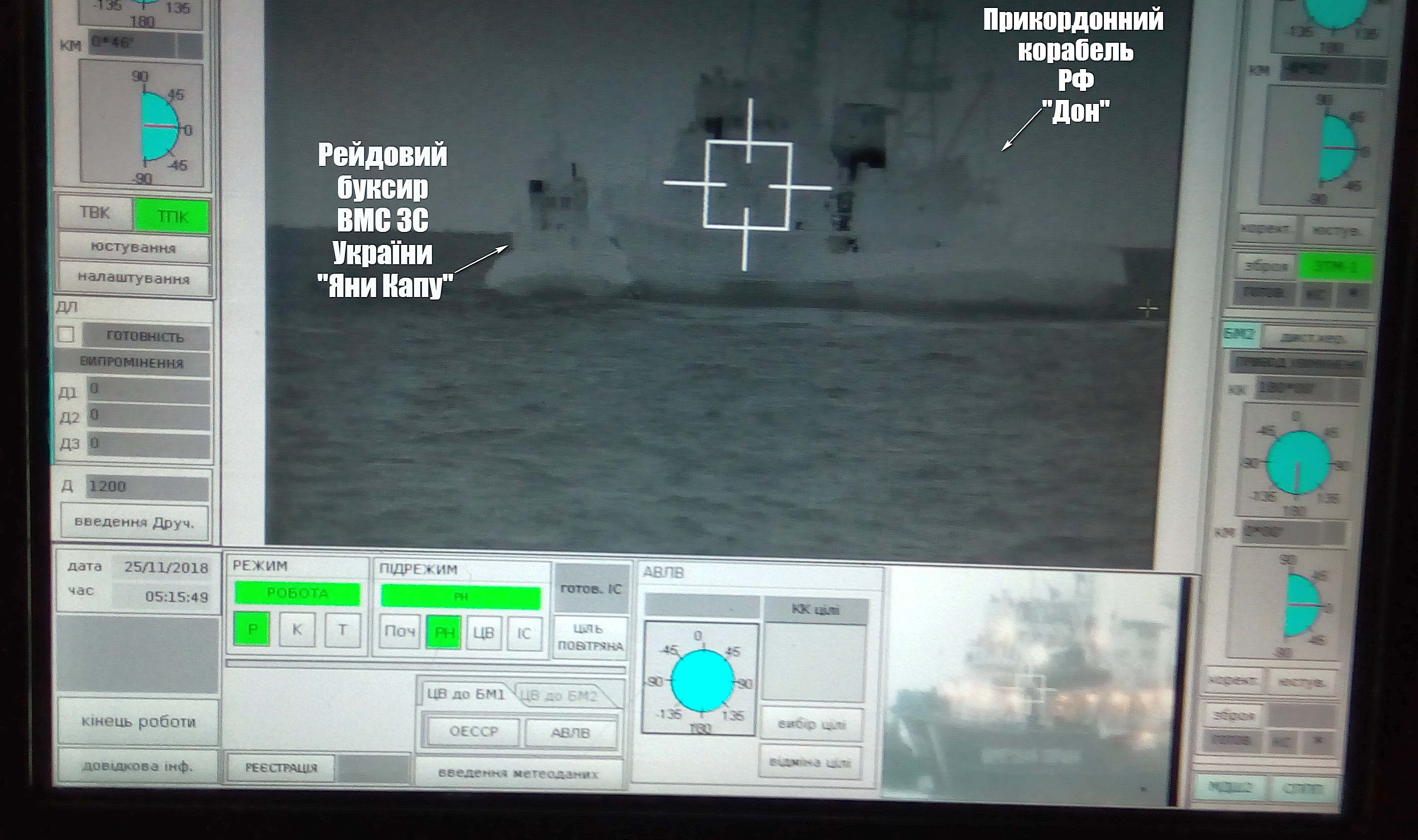
Напад російського патрульного катера «Дон» на український буксир «Яни Капу». Зображення з екрану українського артилерійського катера «Гюрза-М», 25 листопада 2018

Інцидент у Керченській протоці: кораблі українського флоту «Бердянськ», «Нікополь» та «Яни Капу» зазнали нападу з боку ВМФ Росії та Берегової охорони РФ. Усі три судна захоплені росіянами; у полон потрапили 24 моряки, шестеро — поранені.
26 листопада
Інцидент у Керченській протоці: П. Порошенко підписав указ про запровадження воєнного стану в 10 областях України строком на 60 діб. Парламент затвердив указ Президента.

### Грудень
26 грудня
Воєнний стан в Україні скасований.

## 2019

### Березень
20 березня
ЗСУ прийняли на озброєння турецькі безпілотні комплекси оперативно-тактичного рівня Bayraktar TB2.

### Квітень
24 квітня
Президент Росії Володимир Путін підписав указ про спрощене отримання російських паспортів жителями окупованих районів Луганської та Донецької областей України.

### Травень
6 травня
Командувачем Об'єднаного оперативного штабу Збройних сил України призначений Олександр Сирський.
20 травня
Президентом України і Верховним Головнокомандувачем її Збройних Сил став Володимир Зеленський.
25 травня
Міжнародний трибунал ООН з морського права зобов'язав Росію негайно звільнити захоплені у Керченській протоці українські судна і всіх членів екіпажів.

### Червень
3 червня
Леонід Кучма вдруге призначений офіційним представником України у ТКГ.
30 червня
Відбулось розведення сил і засобів у Станиці Луганській.

### Липень
17 липня
Можливість отримання російського громадянства у спрощеному порядку поширена на жителів підконтрольної Україні частини Донбасу.

### Серпень
5 серпня
Командувачем об'єднаних сил призначений Володимир Кравченко.
29 серпня
Міністром оборони України став Андрій Загороднюк.

### Вересень
7 вересня
Відбувся обмін утримуваними особами у форматі «35 на 35».

### Жовтень
1 жовтня
Представник України в ТКГ Леонід Кучма погодив текст «формули Штайнмаєра».

### Листопад
1 листопада
Відбулось розведення сил і засобів на 2-й ділянці (Золоте).
11 листопада
Відбулось розведення сил і засобів на 3-й ділянці (Богданівка-Петрівське).
17 листопада
Інцидент у Керченській протоці: катери й буксир, захоплені Росією, повернуті Україні у розграбованому стані.
29 листопада
«ДНР» «конституційно закріпила» претензії на територію в адміністративних кордонах Донецької області УРСР.

### Грудень
9 грудня
У Парижі відбулась зустріч глав держав у Нормандському форматі.
18 грудня
«ЛНР» «конституційно закріпила» претензії на територію в адміністративних кордонах Луганської області.
27 грудня
Німеччина відхилила прохання України про військову допомогу.

## 2020

### Березень
4 березня
Міністром оборони України став Андрій Таран.
27 березня
Головнокомандувачем Збройних сил України став Руслан Хомчак; начальником Генерального штабу ЗСУ став Сергій Корнійчук.

### Липень
22 липня
Тристороння контактна група досягла згоди про додаткові заходи щодо посилення режиму припинення вогню з 27 липня.
30 липня
Леонід Кравчук призначений офіційним представником України у ТКГ.

### Серпень
23 серпня

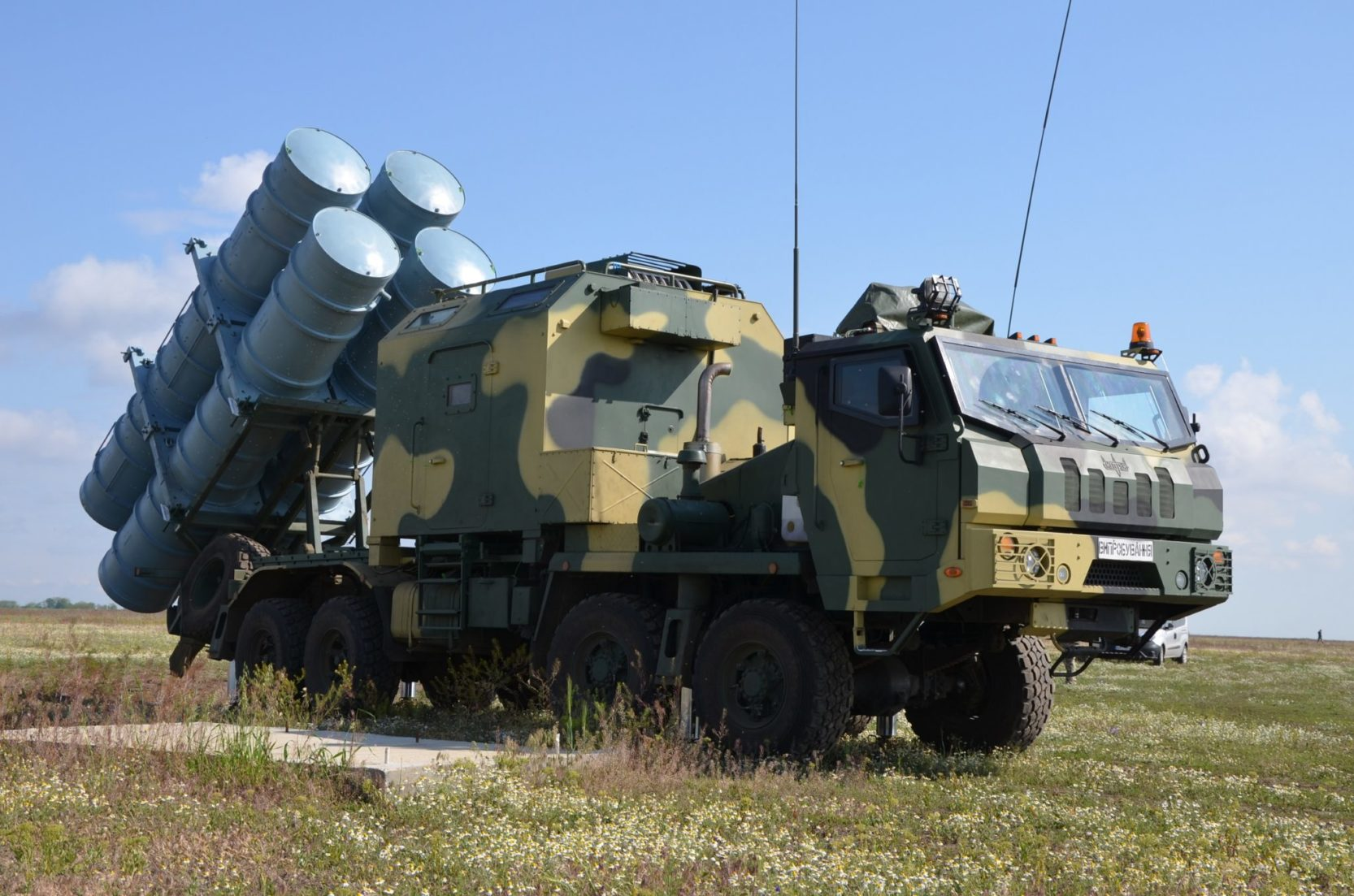
Пускова установка УСПУ-360, що належить до складу РК-360МЦ «Нептун»

Береговий мобільний ракетний комплекс РК-360МЦ «Нептун» прийнято на озброєння ЗСУ.

### Грудень
11 грудня
Повідомлено, що Міжнародний кримінальний суд завершив попереднє вивчення подій в Україні, пов'язаних із міжнародним збройним конфліктом на Донбасі та в Криму.

## 2021

### Січень
15 січня
СММ ОБСЄ зафіксувала 184 порушення режиму тиші в Донецькій області.

### Березень
31 березня
Росія відмовилася поновити режим припинення вогню на Донбасі. Почалася ескалація конфлікту.

### Квітень
20 квітня
За оцінками речника Пентагону, накопичення російських військових поблизу України є більшим, ніж у 2014 році.

### Червень
2 червня
Німеччина знову відхилила прохання України про військову допомогу.

### Липень
27-28 липня
Головнокомандувачем Збройних сил України став Валерій Залужний; начальником Генерального штабу — Сергій Шаптала; командувачем об'єднаних сил — Олександр Павлюк.

### Вересень
30 вересня
Росія відмовилася продовжувати мандат Місії спостерігачів ОБСЄ на пунктах пропуску через державний кордон «Гуково» і «Донецьк» після цієї дати.

### Жовтень
26 жовтня
Українські військові провели перше бойове застосування безпілотника Bayraktar TB2 на Донбасі.

### Листопад
4 листопада
Верховна Рада призначила Олексія Резнікова міністром оборони України.
21 листопада
За повідомленням української розвідки, Росія сконцентрувала понад 92 тис. військовослужбовців біля кордонів з Україною. Bloomberg повідомила, що РФ розглядає сценарій швидкої широкомасштабної наступальної операції проти України з кількох напрямків та подальшої тривалої окупації.

## 2022
Див. також: Хронологія російського вторгнення в Україну, 2022

### Січень
1 січня
Набрав чинності Закон України «Про основи національного спротиву»; Юрія Галушкіна призначено командувачем Сил територіальної оборони Збройних сил України.
19 січня
Велика Британія почала надавати Україні легкі протитанкові засоби NLAW.
22 січня
Німеччина виключила постачання зброї Україні та не надала дозвіл Естонії передати Україні гаубиці Д-30, які раніше дислокувалися в НДР.
Від США надійшла одна з багатьох партій пакету безпекової допомоги на понад $650 мільйонів.
24 січня
США, Велика Британія, Австралія та Німеччина розпочали евакуацію членів родин та/або частини співробітників своїх посольств у Києві.

### Лютий
Див. також Хронологія російського вторгнення в Україну, лютий 2022
10 лютого
На зустрічі радників лідерів Нормандської четвірки у Берліні українська сторона не погодилася на російську інтерпретацію Мінських домовленостей.
11-12 лютого
30 держав закликали своїх громадян виїхати з України; посольство США припиняє надання консульських послуг.
15 лютого
Державна дума Росії вирішила направити звернення до президента РФ Володимира Путіна з проханням визнати незалежність «самопроголошених ДНР та ЛНР» (тимчасово окуповані ОРДЛО).
18-19 лютого
Різке збільшення кількості обстрілів і провокацій на Донбасі. Ватажки угруповань в ОРДЛО оголосили евакуацію вразливих груп населення до Росії та загальну мобілізацію під приводом нібито «наступу України».
21 лютого
Президент Російської Федерації Володимир Путін підписав укази про визнання Російською Федерацією «незалежності» «ДНР» та «ЛНР». В указах зазначено про здійснення збройними силами РФ «функцій щодо підтримання миру» в самопроголошених утвореннях на тимчасово окупованих територіях Донецької та Луганської областей України.
Ватажки «ДНР» та «ЛНР» підписали з президентом Росії «договори про дружбу, співпрацю і допомогу», які передбачають спільну оборону, спільну охорону кордонів, взаємне використання військової інфраструктури та військових баз на території одне одного.
22 лютого
У заяві президентів України та Естонії зазначено, що визнання Росією т. зв. «Д/ЛНР» підтверджує її свідомий односторонній вихід з Мінських домовленостей. У тому ж ключі висловилися Верховна Рада, низка іноземних держав включно з Росією.
Рада Федерації РФ ратифікувала «договори про дружбу, співпрацю і допомогу» між Росією та «Д/ЛНР».
Рада Федерації РФ дала згоду на використання збройних сил РФ за межами території Російської Федерації.
Президент Володимир Зеленський підписав указ про призов військовослужбовців запасу (резервістів) без оголошення мобілізації.
США, ЄС, Німеччина та Велика Британія запровадили санкції проти Росії у зв'язку з визнанням ОРДЛО.
23 лютого
Росія розпочала евакуацію з усіх своїх дипломатичних представництв в Україні, на них спущені прапори країни-агресора.
Верховна Рада затвердила запровадження надзвичайного стану з 0 годин 24 лютого терміном на 30 днів на всій території України, крім Донецької та Луганської областей, де фактично вже діє надзвичайний правовий режим.
Продовження хронології — у статті Хронологія російського вторгнення в Україну (2022).